# Pays de l'Albanais
Pour les articles homonymes, voir Albanais (homonymie).
Ne doit pas être confondu avec Albanie.
L'Albanais, ou pays de l'Albanais, est une petite région historique et naturelle de la Savoie, situé sur l'espace frontalier des départements français de la Savoie et de la Haute-Savoie. Elle se trouve entre le lac du Bourget et le lac d'Annecy, aux portes du parc naturel régional des Bauges. Sa principale agglomération est Rumilly.

## Géographie
La région s'étend sur quelque 350 km2 — une trentaine de kilomètres du nord au sud, dix à vingt kilomètres d'est en ouest en s'élargissant à hauteur d'Annecy. Il s'agit d'une pénéplaine vallonnée, bordée d'un bourrelet de montagnes calcaires à l'est (Semnoz, montagne de Bange, mont Revard) et à l'ouest (montagne des Princes, Gros Foug, Clergeon, montagnes de Cessens et de La Biolle), rattachées respectivement aux Préalpes et au Jura. Elle est limitée au sud par les abords du lac du Bourget et se prolonge au nord par le Genevois. L'altitude moyenne varie de 300 à 600 m dans la plaine proprement dite. La bordure est, la plus abrupte, atteint près de 1 700 m au Semnoz. C'est le dernier plissement des Bauges. La bordure ouest monte en pente douce à un peu plus de 1 000 m et surplombe la Chautagne de près de 700 m (rive gauche du Rhône, nord du lac du Bourget). Par temps clair, l'horizon est barré au sud par le massif de la Chartreuse, au-dessus de Chambéry, et au nord, par la Mandallaz, le Salève et, au-delà de Gex et de Genève, par la courbe du Jura. Des divers coteaux, même peu élevés, la vue s'étend au nord-est sur les Bornes (Tournette, dents de Lanfon, Parmelan), les Aravis, le Faucigny, les Voirons et jusqu'au mont Blanc à partir de Rumilly (il émerge derrière les Bornes).
Les principales rivières sont le Fier, venant des Bornes et recevant les eaux du lac d'Annecy, et le Chéran, son affluent issu des Bauges. Le Fier sort de l'Albanais vers l'ouest par une cluse (Val-de-Fier) percée entre la montagne des Princes et le Gros Foug, d'où elle se jette dans le Rhône en aval de Seyssel. Le débouché du Chéran dans l'Albanais se fait également par une cluse (Allèves), entre le Semnoz et la montagne de Bange. Un torrent plus court, le Sierroz, coule vers le lac du Bourget. Ces rivières tumultueuses ont creusé dans la molasse de l'Albanais d'étroites gorges, profondes de 10 à 30 mètres.

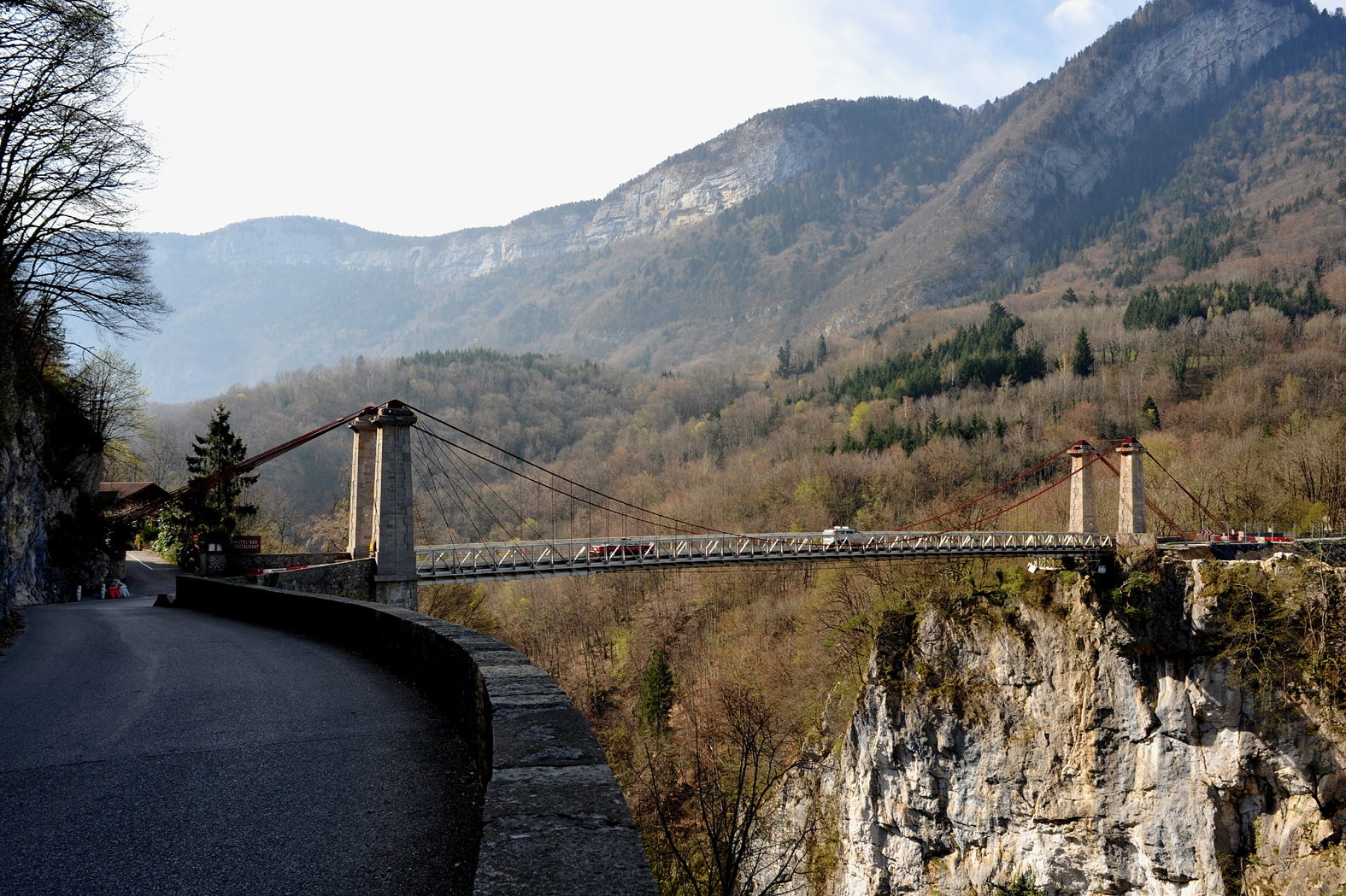
Les Bauges et le pont de l'Abîme au-dessus du Chéran
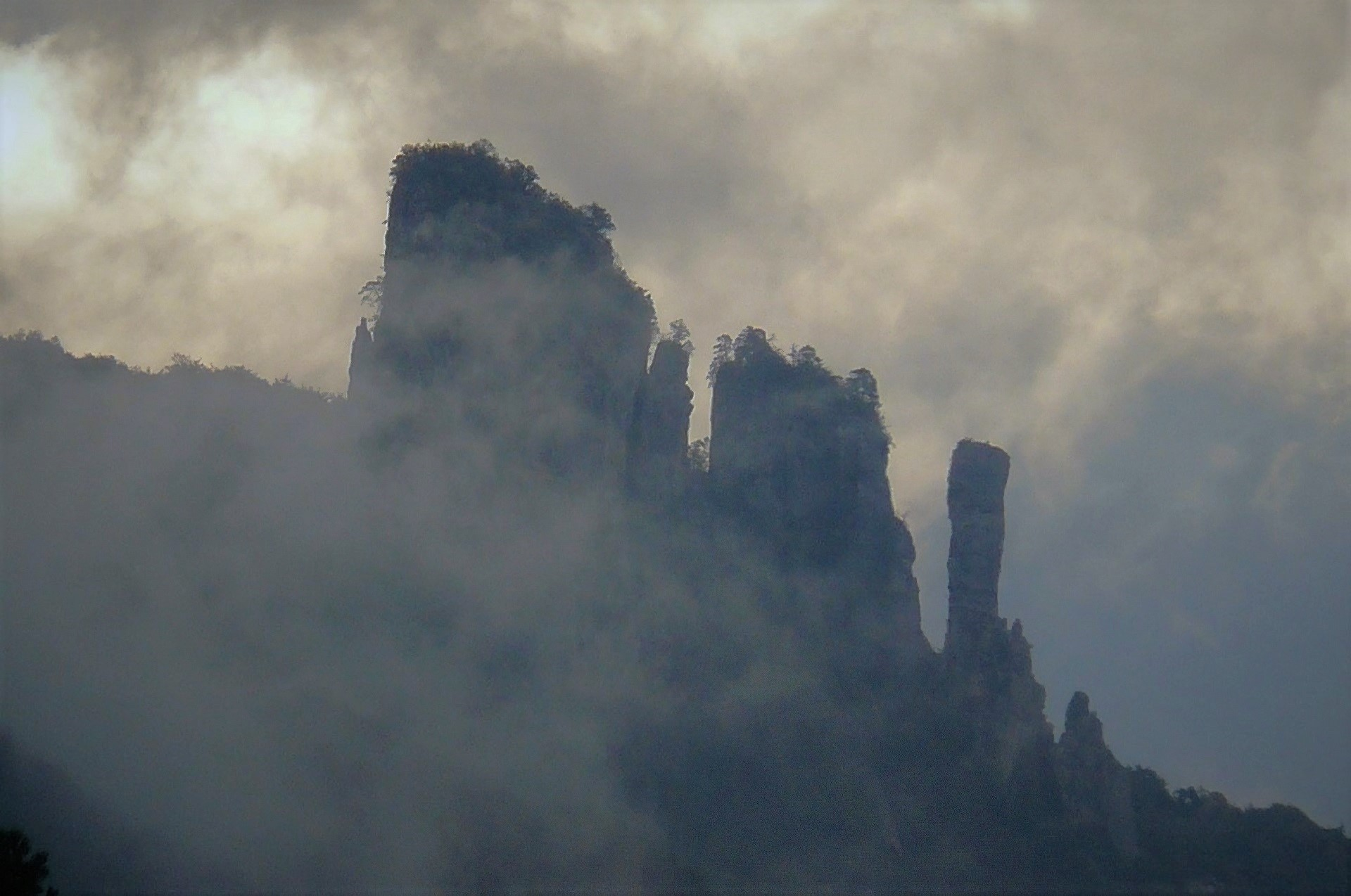
Les tours Saint-Jacques vues depuis Héry-sur-Alby
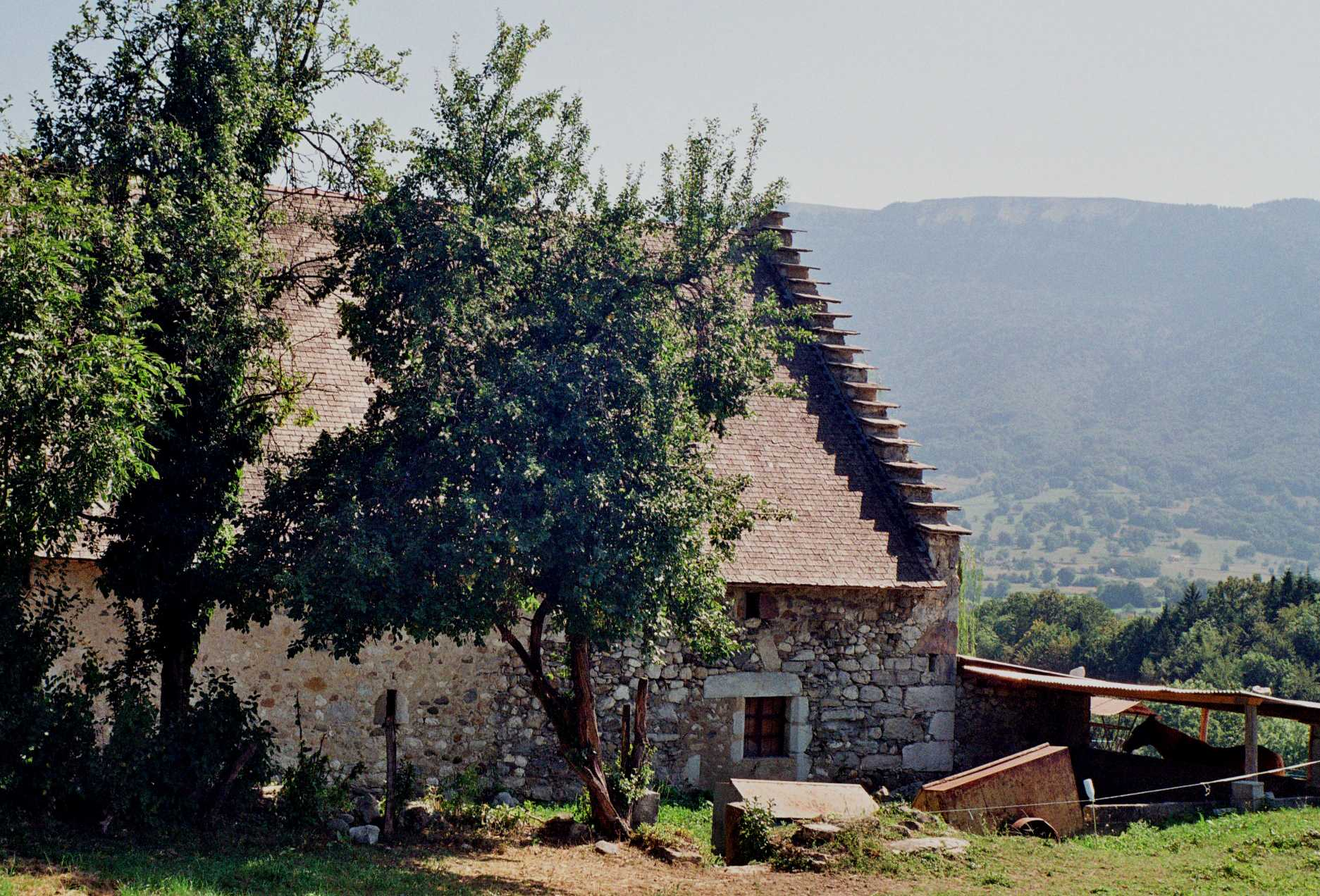
Maison à pignon à Héry-sur-Alby
Le Val de Fier débouchant vers la vallée du Rhône
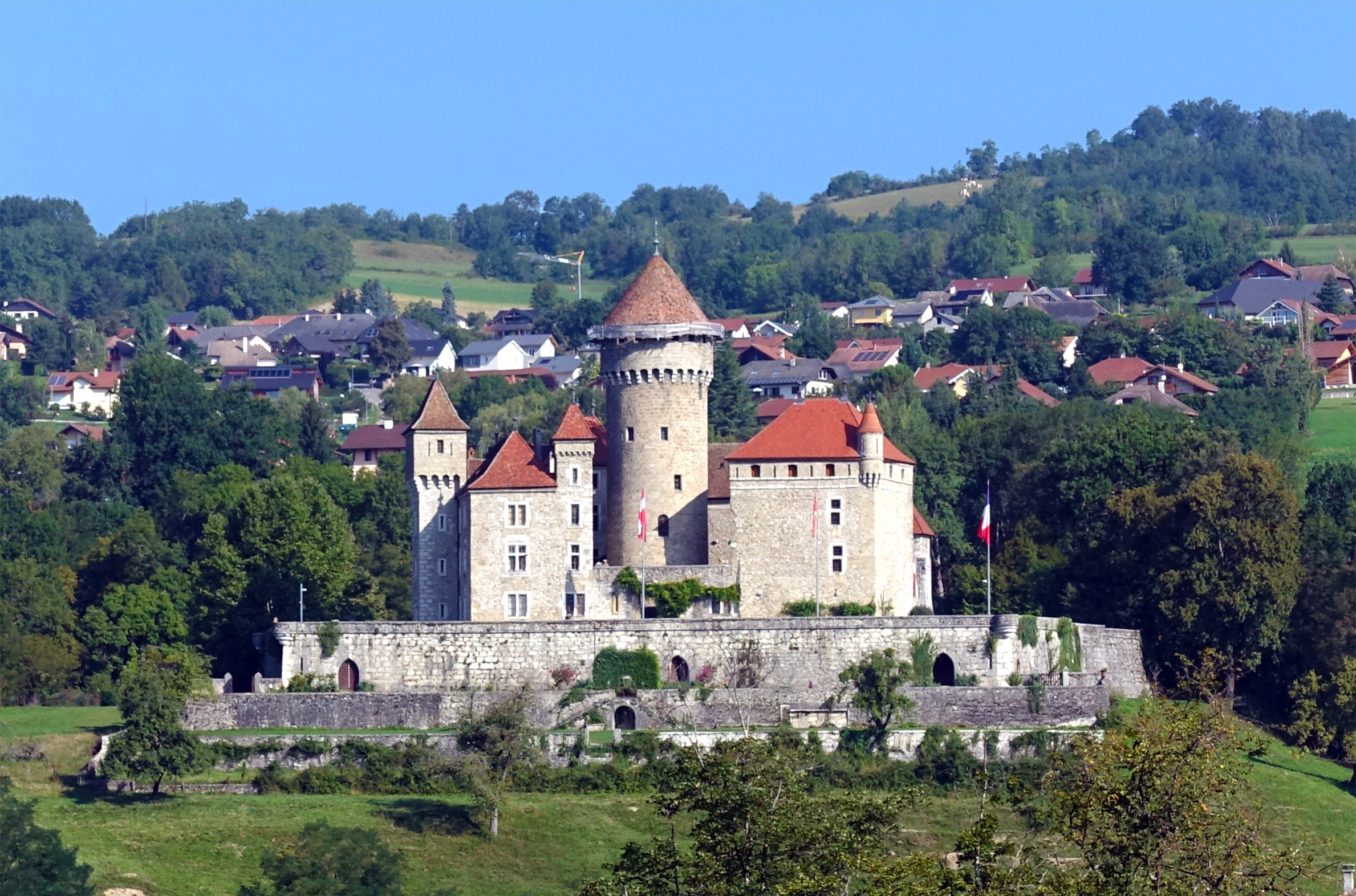
Château de Montrottier et Lovagny.
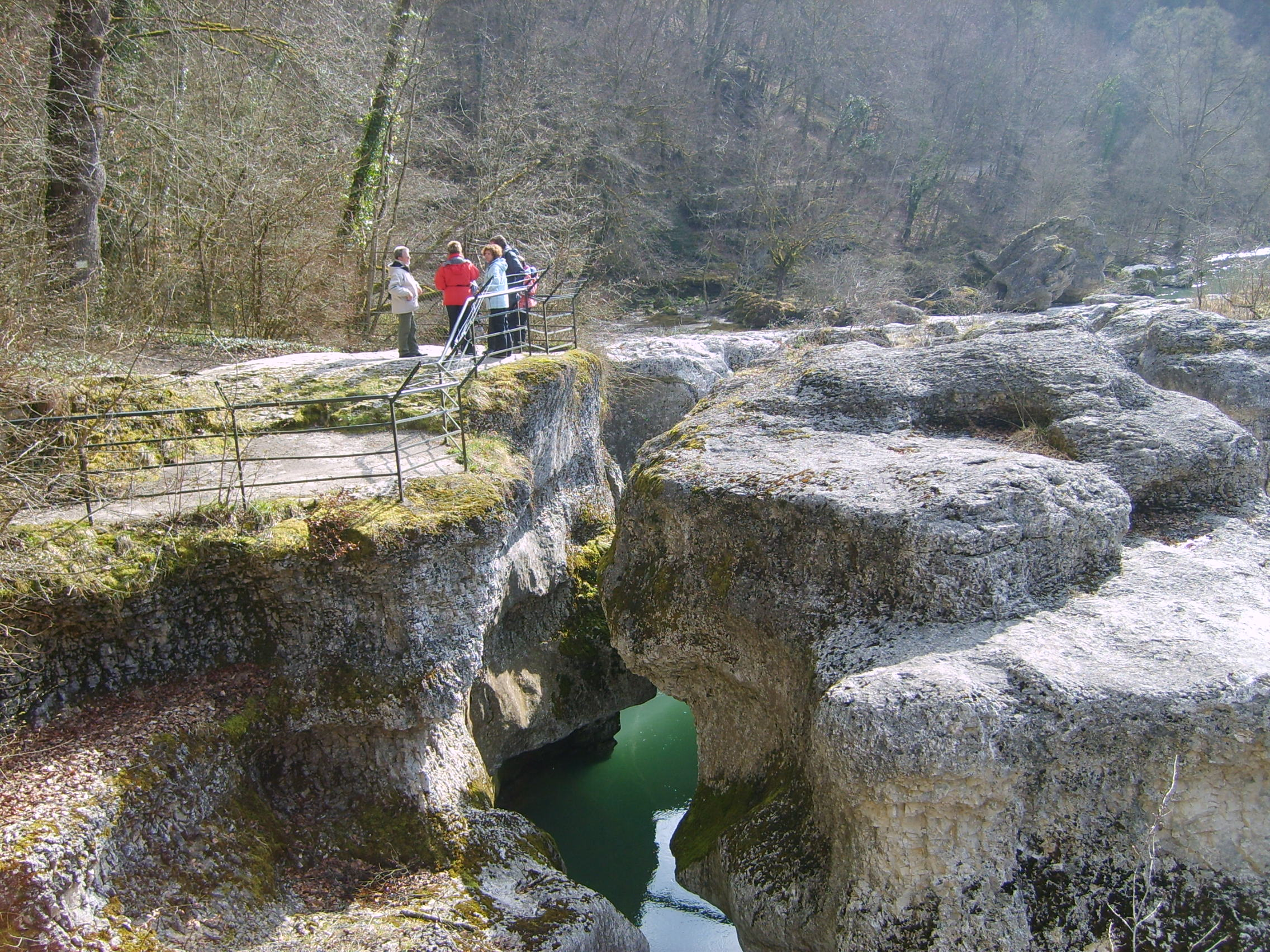
Les gorges du Fier à Lovagny
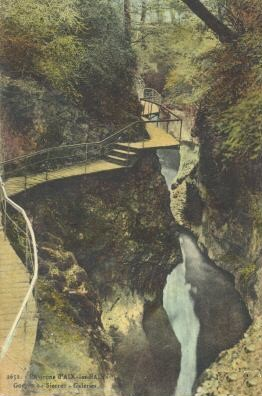
Les gorges du Sierroz près de Grésy-sur-Aix
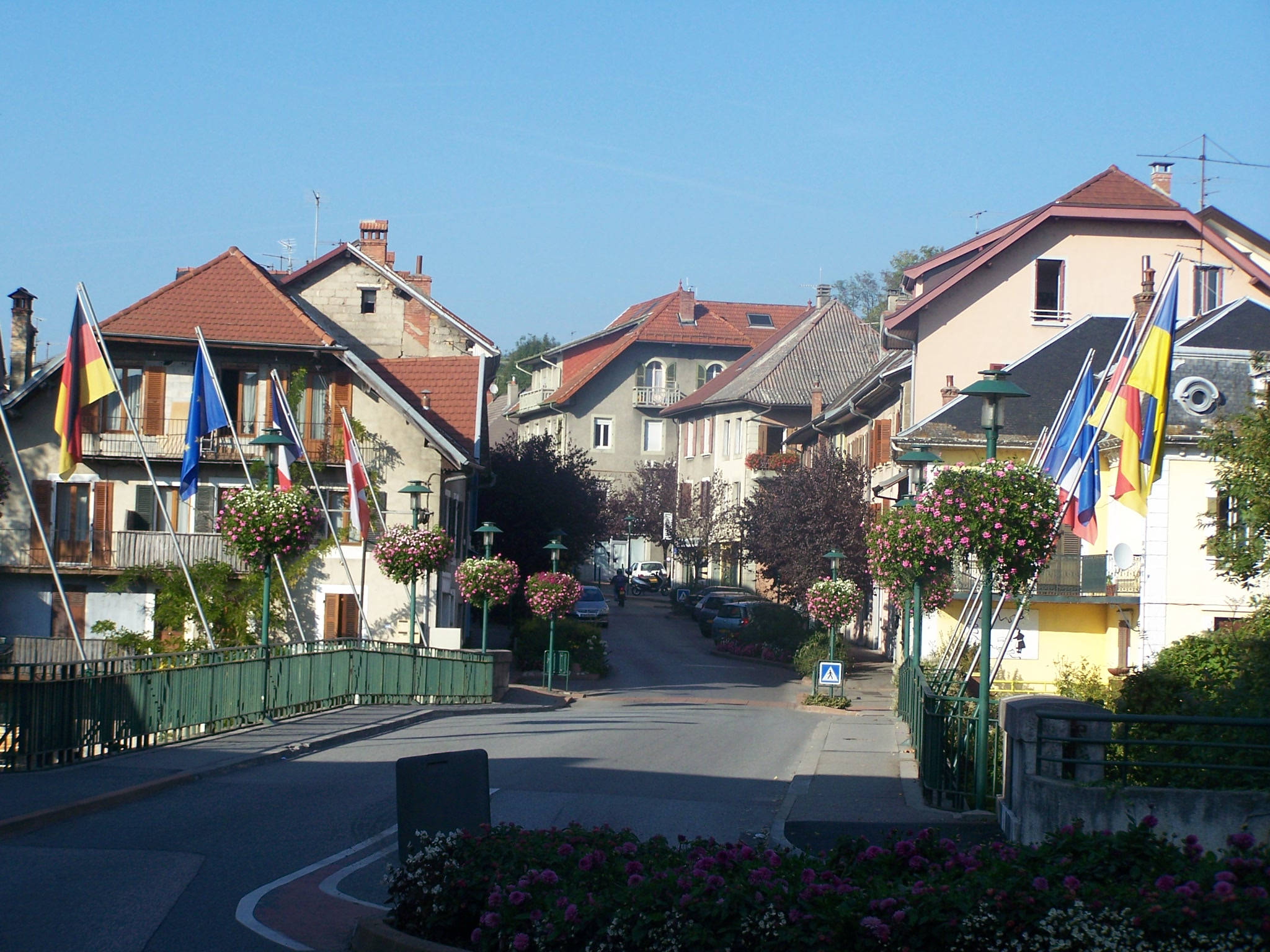
Rumilly, ancien faubourg du Pont-Neuf
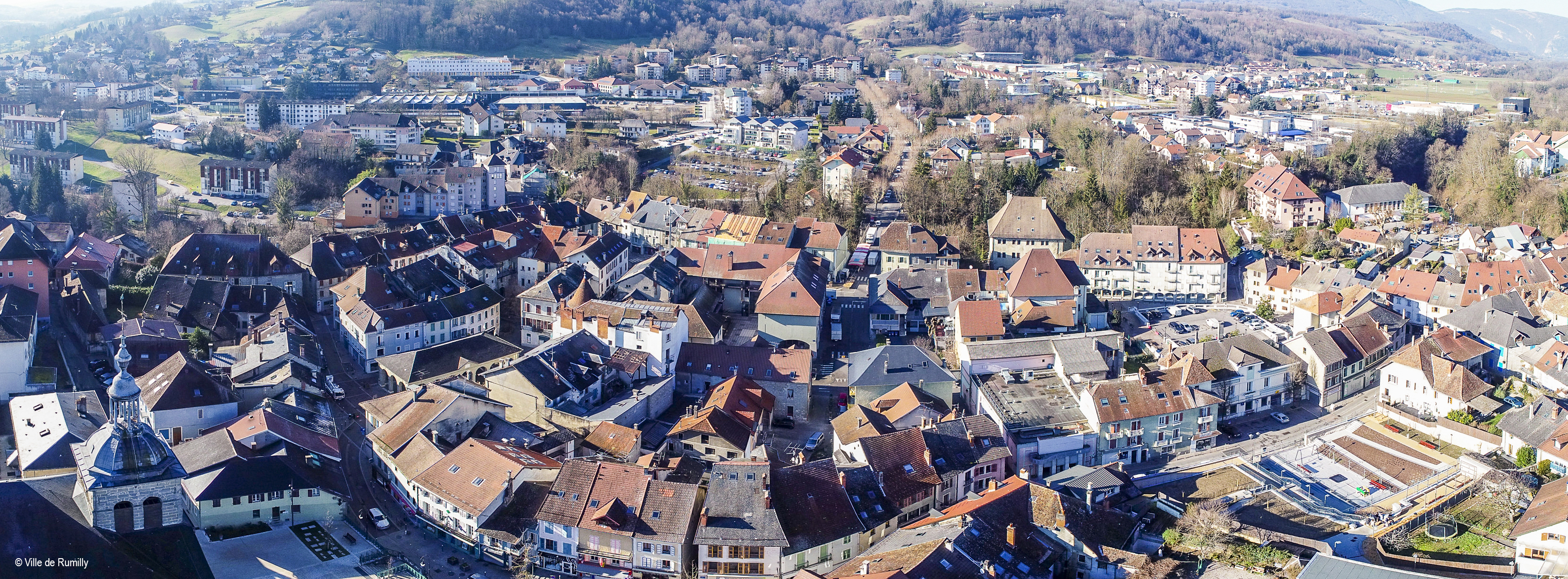
Ville de Rumilly

## Toponymie
On trouve la forme ancienne de ce toponyme, Albinnenses, vers le VIIIe siècle où il désigne une des subdivisions de la Savoie sous l'Empire carolingien, puis comme territoire défini sous l'appellation pago Albanense (1016-1018), voire Albanensi. Il prend une forme non latine au Moyen Âge tardif avec Arbanesio, Albanesio, Albaneis, Albanois durant le XIVe siècle, voire à nouveau sous une forme latine Albanesium, Rumiliacum in Albanesio (1319),. Plusieurs origines sont données pour ce toponyme :
- il pourrait s'agir d'un nom dérivé d'une tribu gauloise inconnue : Albios ou sous sa forme latine Albii[2]
- ou une dérivation du préceltique alb- (montagne) avec le suffixe préceltique -inno qui donne Albens[2],[4]. Le préceltique Alb- a aussi donné les Alpes.

## Histoire
Des restes de présence humaine datant du néolithique ont été découverts sur la commune de Gruffy.
Du temps des Romains, édification d'une citadelle à Rumilly. Le pays comprend de riches terres agricoles et de nombreuses forêts. La région est ensuite occupée au Ve siècle par les Burgondes, suivi des Francs au VIe siècle.

### Période médiévale
Sous le règne de Charlemagne (768-814), la Sapaudia est divisée en cinq pagus major dont la "pagus albanensis", plus large que l'Albanais d'aujourd'hui, mais partie intégrante du grand pagus Genevensis. En dépendaient les territoires d'Albens, de Rumilly, d'Annecy, de Talloires et la vallée de Faverges.
En janvier 867, la donation en propre du roi Lothaire II de Lotharingie à sa femme la reine Teutberge/Thiedberge concerne plusieurs communes de l'Albanais, dont « Ariacum » (Héry-sur-Alby), « Belmontem » (Balmont) et « Virilgum » (hameau de Vergloz).
En novembre 879, la donation du roi Boson de Provence à l'abbaye de Tournus concerne plusieurs communes de l'Albanais, dont « curtem Caldatis » (hameau de Chaux), « curtem que Verilico » (hameau de Vergloz), « curtem Tudesio » (Thusy), et « villam Ariaco indominicatam » (Héry-sur-Alby). Ces biens sont donnés avec les serfs des deux sexes qui s'y trouvent et avec les églises qui en dépendent.

### Période moderne et contemporaine
L'Albanais rejoint ensuite l'histoire de la Savoie : en 1630, puis de 1690 à 1697, les États de Savoie sont envahis par les troupes du roi de France Louis XIV et en 1792, la convention annexe la Savoie qui quitte pour la première fois les possessions de la maison de Savoie, jusqu'en 1814. En 1860, un plébiscite, entérinant le Traité de Turin, validera l'Annexion de la Savoie à la France.
Entre le 15 et le 19 août 1944, les Forces Françaises de l'Intérieur vont réussir à isoler et à faire capituler les 3.800 soldats des troupes d'occupation du secteur. Le 15 août, les Allemands avaient fait sauter le pont de Banges à Allèves, dans la nuit suivante les habitants du secteur du Pont de l'Abîme, démontent les madriers de chêne et les cachent dans les granges et les mazots. Le 17 août, Les FFI font sauter le Pont-Neuf à Alby-sur-Chéran.
En septembre, les troupes alliées qui ont débarqué le 15 août en Provence, atteignent la Haute-Savoie.

## Administration
L'Albanais historique couvre un territoire un peu plus large que le « pays de l'Albanais ». Celui-ci est constitué par le regroupement des 37 communes des deux cantons hauts-savoyards (Alby-sur-Chéran et Rumilly) et savoyard (Albens), auxquelles s'ajoutent les communes de Saint-Offenge Saint-Offenge-Dessus et Saint-Offenge-Dessous :
- Le canton de Rumilly, 22 789 habitants (1999), 170,81 km2 : communes de  Bloye - Boussy - Crempigny-Bonneguête - Étercy - Hauteville-sur-Fier - Lornay - Marcellaz-Albanais - Marigny-Saint-Marcel - Massingy - Moye - Rumilly (chef-lieu du canton) - Sales - Saint-Eusèbe - Thusy - Val-de-Fier - Vallières - Vaulx et Versonnex ;
- le canton d'Alby-sur-Chéran 9 957 habitants (1999), 96,98 km2 : communes de Alby-sur-Chéran (chef-lieu du canton) - Allèves - Chainaz-les-Frasses - Chapeiry - Cusy - Gruffy - Héry-sur-Alby - Mûres - Saint-Félix - Saint-Sylvestre et Viuz-la-Chiésaz ;
- le canton d'Albens, 6 512 habitants (1999), 69,5 km2 : communes de Albens (chef-lieu du canton), La Biolle, Cessens, Épersy, Mognard, Saint-Germain-la-Chambotte, Saint-Girod et Saint-Ours.

Les deux premiers cantons appartiennent au département de la Haute-Savoie et le troisième au département de la Savoie. La séparation de l'Albanais entre ces deux départements a eu lieu en 1860, lors de l'Annexion du duché de Savoie à la France.
Se rattachent parfois à cet Albanais historique une partie des communes des cantons de Seynod (Chavanod, Montagny-les-Lanches, Quintal, Cran-Gevrier, Seynod, anciens villages de Balmont et de Vieugy) et de Grésy-sur-Aix (Grésy, Montcel), aujourd'hui tournés respectivement vers les agglomérations d'Annecy et d'Aix-les-Bains.

## Équipements
(liste non exhaustive)
Enseignement
- Collège du Clergeon[5]
- Collège Jacques Prévert d'Albens[6]
- Collège René Long d'Alby sur Chéran[7]
- Collège/Lycée de Demotz[8]
- Collège du Chéran[9]
- Lycée de l'Albanais[10]
- Lycée professionnel de la Porte des Alpes[11]

Services publics
- Le SITOA (Syndicat mixte interdépartemental de traitement des ordures de l'Albanais), regroupe 38 communes (les 37 communes de l'Albanais et celle de Menthonnex-sous-Clermont). Au total, en 2010, 3,184 tonnes de déchets ont été triés et collectés dans 121 points de recyclage, soit 67,5 kg par habitant qui s'ajoutent aux 243,5 kg/hab. d'ordures résiduelles incinérées à l'usine du SILA à Chavanod et aux 189 kg/hab. recueillis dans les trois déchetteries (Rumilly, Alby-sur-Chéran et Albens).

- Le SMIAC (Syndicat mixte interdépartemental d'aménagement du Chéran) intervient sur le bassin versant de la rivière qui irrigue tout le pays de l'Albanais, soit un territoire de 433 km2 du cœur des Bauges jusqu'à sa confluence avec le Fier à Rumilly. Créé en 1995, le SMIAC regroupe 35 communes. De 1997 à 2008, 32 millions d'euros d'investissements ont permis d'intervenir sur l'amélioration de la qualité de l'eau (assainissement collectif, pollutions agricoles), la restauration de la qualité morphologique (arrêt des extractions et renaturation), l'entretien des berges, du lit des cours d'eau et la mise en valeur des milieux aquatiques. Son budget est financé à raison de 6,26 € par habitant et par an et par diverses subventions de diverses agences, des départements et de la région. Le SMIAC travaille beaucoup avec les chantiers locaux d'insertion.

## Économie

### Agriculture
Le territoire est encore majoritairement rural mais les terres agricoles régressent au profit d'une urbanisation diffuse qui touche à des degrés divers toutes les communes. Les nouveaux arrivants et les jeunes générations travaillent principalement dans les zones urbaines et péri-urbaines de Rumilly, Aix-les-Bains, Annecy ou même Chambéry et Genève.
L'agriculture reste cependant importante. Le territoire était décrit au moment de l'annexion comme le « grenier à blé » de la Savoie. Le développement des échanges entre la Savoie et les régions françaises voisines l'ont alors conduit à se reconvertir dans la production de fromages, très demandés en France, et la culture du tabac, aujourd'hui abandonnée.

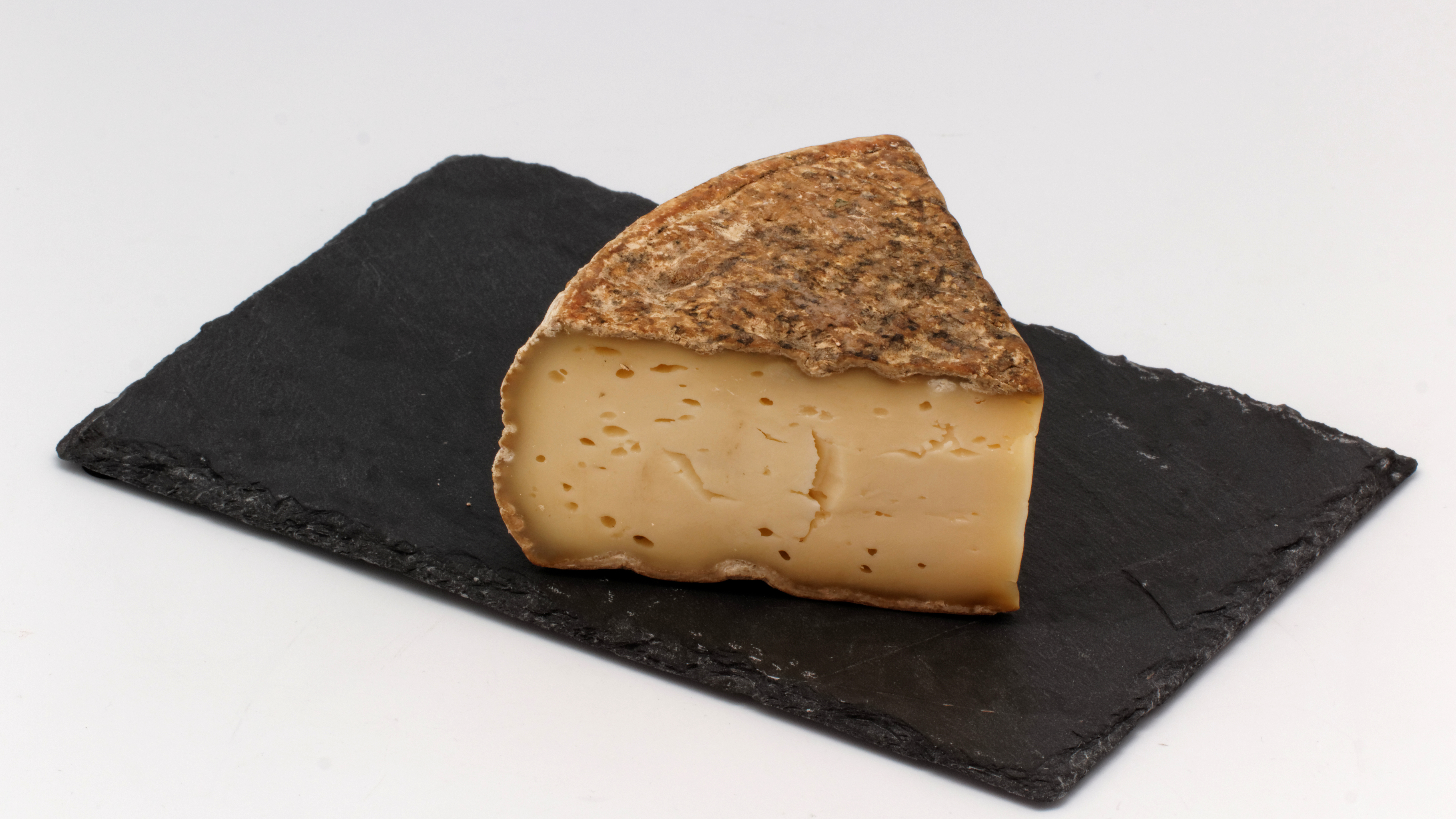
Tomme de Savoie

On pratique aujourd'hui principalement l'élevage bovin laitier. La transformation du lait en beurre et en tomme se faisait jusqu'à une époque récente dans des fruitières communales. Celles-ci ont quasiment toutes fermées dans les deux dernières décennies du XXe siècle. L'Albanais a longtemps hébergé deux importantes usines de transformation industrielle du lait : le Lait Mont-Blanc à Rumilly (lait condensé) et la fromagerie Picon à Saint-Félix (crème de gruyère). La première, rachetée par Nestlé, traite aujourd’hui des céréales. La seconde, rachetée par Bel en 1968, a fermé en 2001.
Aujourd'hui, la coopérative Fruitières de Savoie regroupe depuis 2011 cinq unités modernes de fabrication de tommes et de divers produits laitiers qui ont été construites sur les territoires de Gruffy (tomme de Savoie et Abondance), de Saint-Germain-la-Chambotte (tomme de Savoie et Gruyère), de Sales (fromage à pâtes pressés et fromages à pâte molle), de Vallières (Emmental), et Hauteville-sur-Fier (tomme de Savoie). En 2015, 2400 tonnes de tommes de Savoie ont été produites par la coopérative. D'autre part la fromagerie Chabert qui couvre un territoire beaucoup plus large, a été créée en 1936 et est installée à Vallières. Elle produit et commercialise aussi d'importantes quantités de divers fromages et autres produits laitiers. Mais la production laitière de la région dépasse largement leur capacité globale et doit être aussi traitée dans d'autres régions.

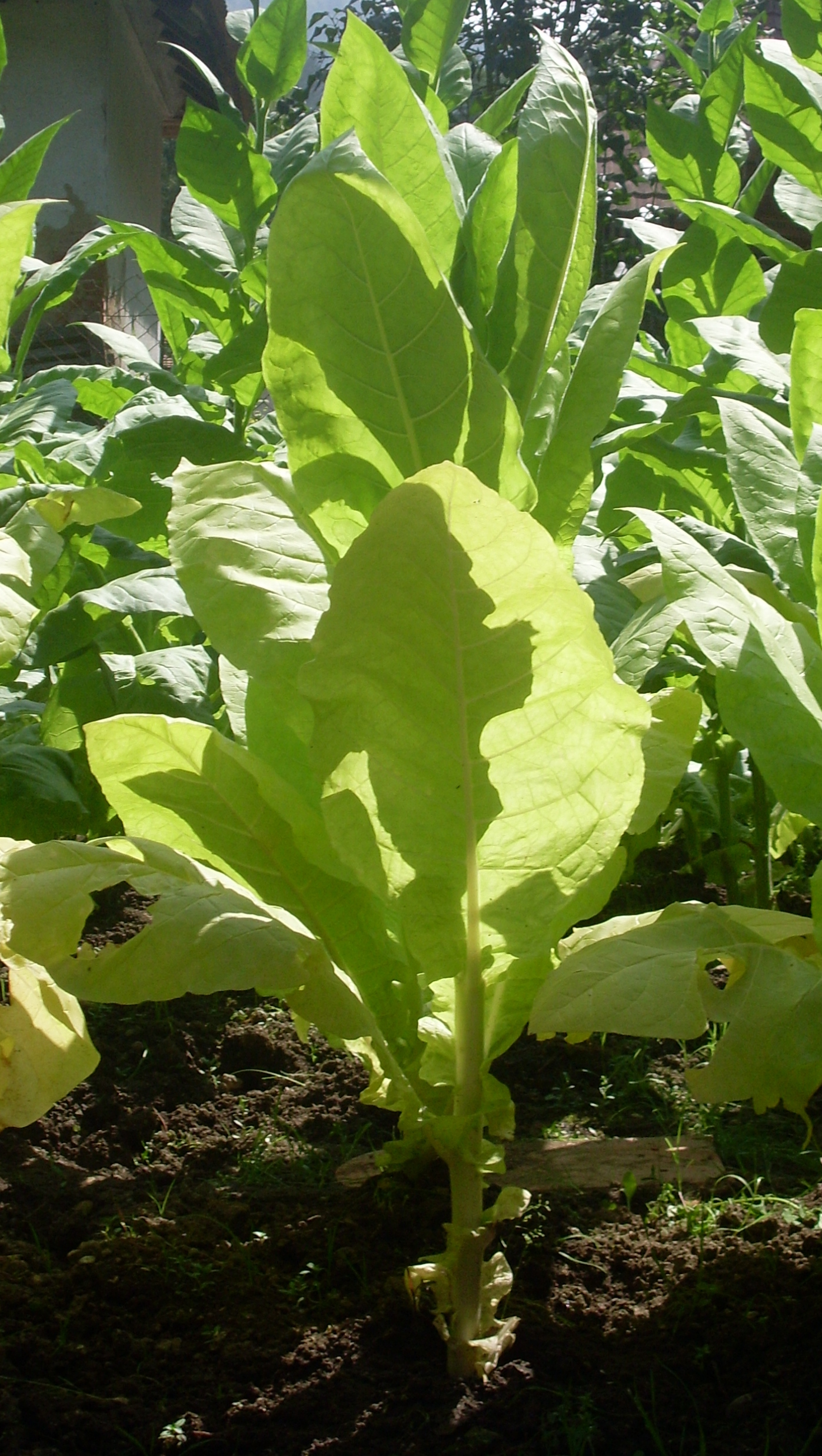
Plante de tabac adulte.

L'Albanais est resté pendant près d'un siècle un haut-lieu de la culture du tabac en France. Quelques rares séchoirs à tabac subsistent de cette activité abandonnée dans les années 1960, ainsi qu'une ancienne manufacture de tabac à Rumilly (le bâtiment a été en partie sacrifié en 2009-2010 au bénéfice d'un programme immobilier). Le territoire était particulièrement propice à la culture de "l'herbe à Nicot" et les premiers essais remontent à la fin du XVIIIe siècle. Cependant ce n'est qu'après l'annexion que la nouvelle administration entreprend de faire de l'Albanais et en particulier du secteur de Rumilly un important fournisseur de tabacs, profitant de belles terres de mollasses recouvertes de dépôts calcaires et d'une population nombreuse.
Rapidement plusieurs centaines d'exploitants, employant des femmes et des enfants se consacrent au tabac, dont 561 sur Rumilly sur 130 hectares. De nombreux autres font de même sur les secteurs d'Alby-sur-Chéran, sur la Savoie vers Grésy-sur-Aix et jusqu'aux portes d'Annecy. C'est une culture très délicate exigeant de nombreux process : semis, plantation, sarclage, ébourgeonnement, récolte, mise en masse, triage et mise en manoque pour livraison à la manufacture des tabacs. Chaque année 1.800 tonnes de tabac étaient produites et une très importante manufacture des tabacs a été construite de 1862 à 1865. Dès les années 1970, le tabac a cédé la place dans le paysage au maïs destiné à l'alimentation animale.
Des moulins fonctionnaient encore dans les années 1950. Démolis ou transformés en habitations, ils sont reconnaissables par leur situation au fond d'une vallée ou près d'un bief et parfois signalés. Toutes les petites usines utilisant la force motrice de l'eau ne produisaient pas de la farine. Il y avait aussi des scieries, des huileries, voire, de petites centrales électriques (Alby fut une des premières communes de France à avoir l'électricité).
Le bois est exploité un peu partout, particulièrement dans les belles forêts domaniales des bordures montagneuses (épicéas et hêtres, principalement). Plusieurs villages ont encore une scierie et des ateliers de menuiserie. Dans la seconde partie du XIXe siècle s'est développée sur les monts une activité de charbon de bois grâce à des charbonniers italiens.

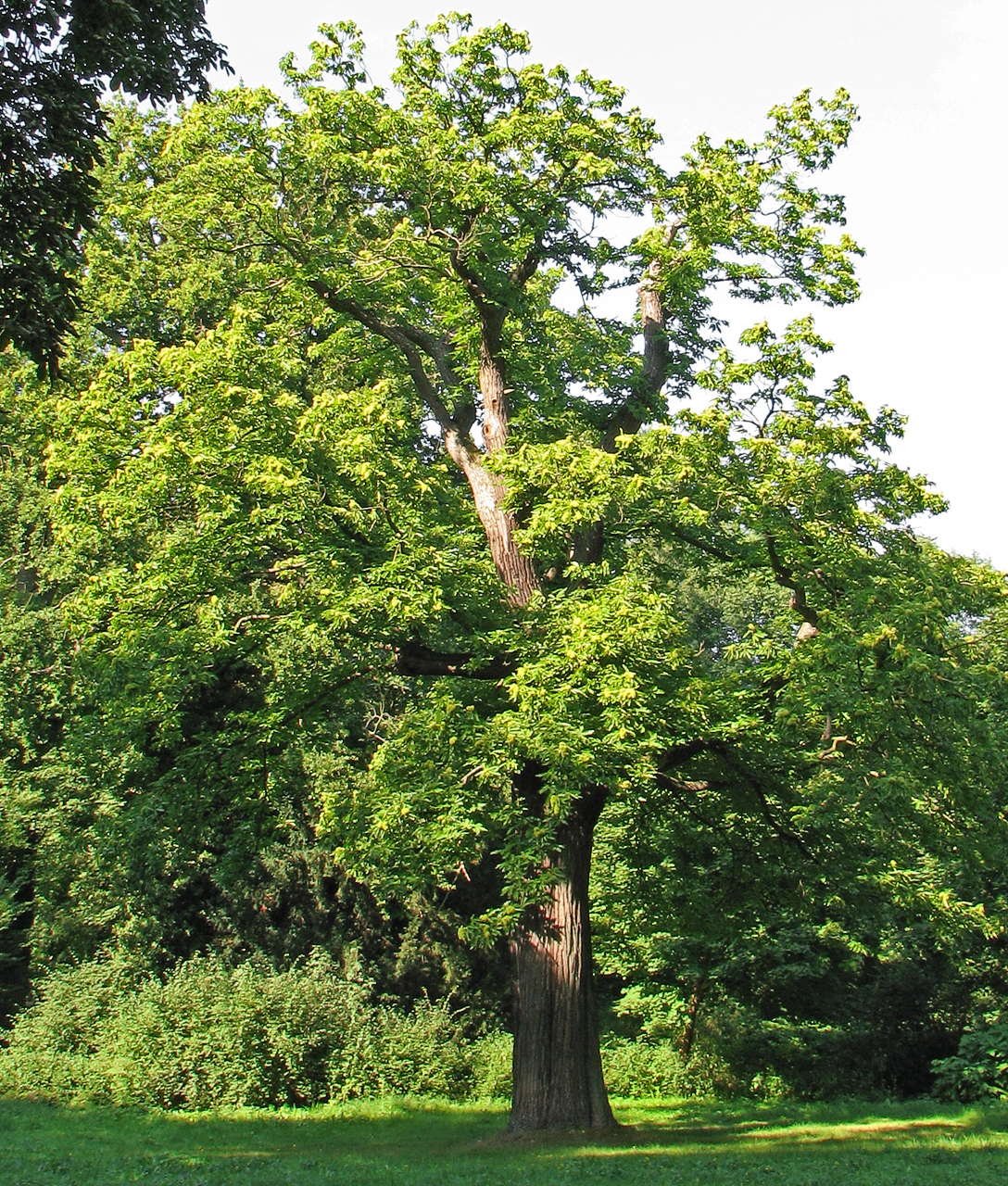
Châtaignier

Comme dans beaucoup de régions rurales de France, les châtaigniers ont longtemps apporté leurs bienfaits aux populations de l'Albanais. Les châtaignes transformées en farine ou grillées entraient pour une grand part (jusqu'à 50%) dans la nourriture hivernale des villageois et même animale. Le bois relativement imputrescible était utilisé pour la tonnellerie ou en menuiserie ou comme bois de mines et charpentes. Il donnait aussi du tanin vendu à Lyon. En 1860, avaient été recensés environ 70 000 châtaigniers sur 700 hectares cultivés qui ont aujourd'hui disparu à 80 %. Le recensement de 2011 a déterminé seulement 2 300 châtaigniers sur 28 communes en particulier sur Cusy et Héry-sur-Alby. Le plus gros châtaignier recensé à une circonférence de 665 cm.
La culture du noyer et du noisetier a quasiment disparu, sauf très localement sur les pentes du Clergeon, de même que celle de la vigne. Quelques vestiges de moulins à huile et la toponymie en perpétuent par endroits le souvenir. Les vergers (pommes, poires, cerises, prunes...) ont fortement régressé sauf dans le bassin de Rumilly où les poires sont cultivées à relativement grande échelle.
Dans le marais des Mièges (21 hectares, Cusy) et à l'étang de Crosagny (Saint-Félix), on trouvait jusqu'au début du XXe siècle une activité de pisciculture et une autre d'artisanat divers grâce aux matières premières naturelles (blache, carex, osier) qui y poussait.
La ferme de Salagine à Bloye est un élevage de lamas.

### Industrie
Alby a été longtemps spécialisée dans la cordonnerie, plus d'une centaine d'ateliers artisanaux y fonctionnaient avant 1914, employant plus de 300 personnes. Un petit musée en retrace l'histoire dans un ancien atelier de la place des Trophées. Une importante fonderie existait aussi sur le territoire d'Alby. Il existe aujourd'hui deux importantes zones industrielles et artisanales à Alby-sur-Chéran (Galderma et Espace Leaders).
Rumilly possède une importante surface industrielle (Tefal, Nestlé - anciennement Lait Mont-Blanc, Salomon, fermé en 2008) et commerciale.
Trois nouvelles ZAE intercommunales sont en cours de réalisation, une dans le secteur de Martenex et une autre dans le secteur de Surchères et une autre sur l'ancien site Picon (ZAE d'Orsan, 7 hectares) à Saint-Félix. Des zones industrielles et commerciales s'étendent également sur les communes de Seynod, Chavanod et Cran-Gevrier, limitrophes d'Annecy, et à Grésy-sur-Aix, proche d'Aix-les-Bains.
Ces dernières années, de nombreuses plates-formes logistiques se sont installées et développées sur le territoire, qui bénéficie ou pâtit, selon le point de vue, de la présence d'une autoroute et de trois entrées/sorties (Grézy, Alby, Seynod-sud). En 2020 à Branchy s'est installée une importante plate-forme logistique d'Amazon. Mais ces entreprises de services dévoreuses d'espaces occupent moins de salariés et dans des métiers moins qualifiés que les industries qui ont formé l'histoire de Rumilly et ses environs.
La  Poste française a implanté il y a une quinzaine d'années sa nouvelle plate-forme industrielle courrier pour le département de la Haute-Savoie sur la zone d'activité de Balvay à Rumilly pour un investissement de 31 millions d'euros. Ce centre de tri est équipé de sept machines de tri industriel capables chacune de trier 35 000 lettres par heure. Depuis, les bureaux de poste de la région ne participent plus au tri du courrier et restructurent leurs locaux devenus trop grands (une partie de la poste centrale d'Annecy a ainsi été transformée en logements en 2008-2009).
En mars 2010, le bassin de l'Albanais a été inscrit dans la cartographie d'extraction du gaz de schiste dont la zone s'étend sur le sillon alpin du pays de Gex jusqu'à Grenoble.

## Communications
Le territoire est traversé par l'autoroute A41, construite dans les années 1970 (sorties Albens/Aix-Nord (14), Alby-Rumilly (15), Seynod-sud (15a, depuis 2010) et Annecy-sud (16).
Les autres routes de grande circulation sont la N201, entre Aix-les-Bains et Annecy (déclassée en départementale en 2008), la D910, passant par Rumilly et Albens, la D16 (dite aussi « route des Creuses ») reliant Annecy à Rumilly, la D14 empruntant le défilé du Fier pour accéder à la Chautagne, et la D911, passant par la vallée du Chéran pour entrer dans les Bauges.

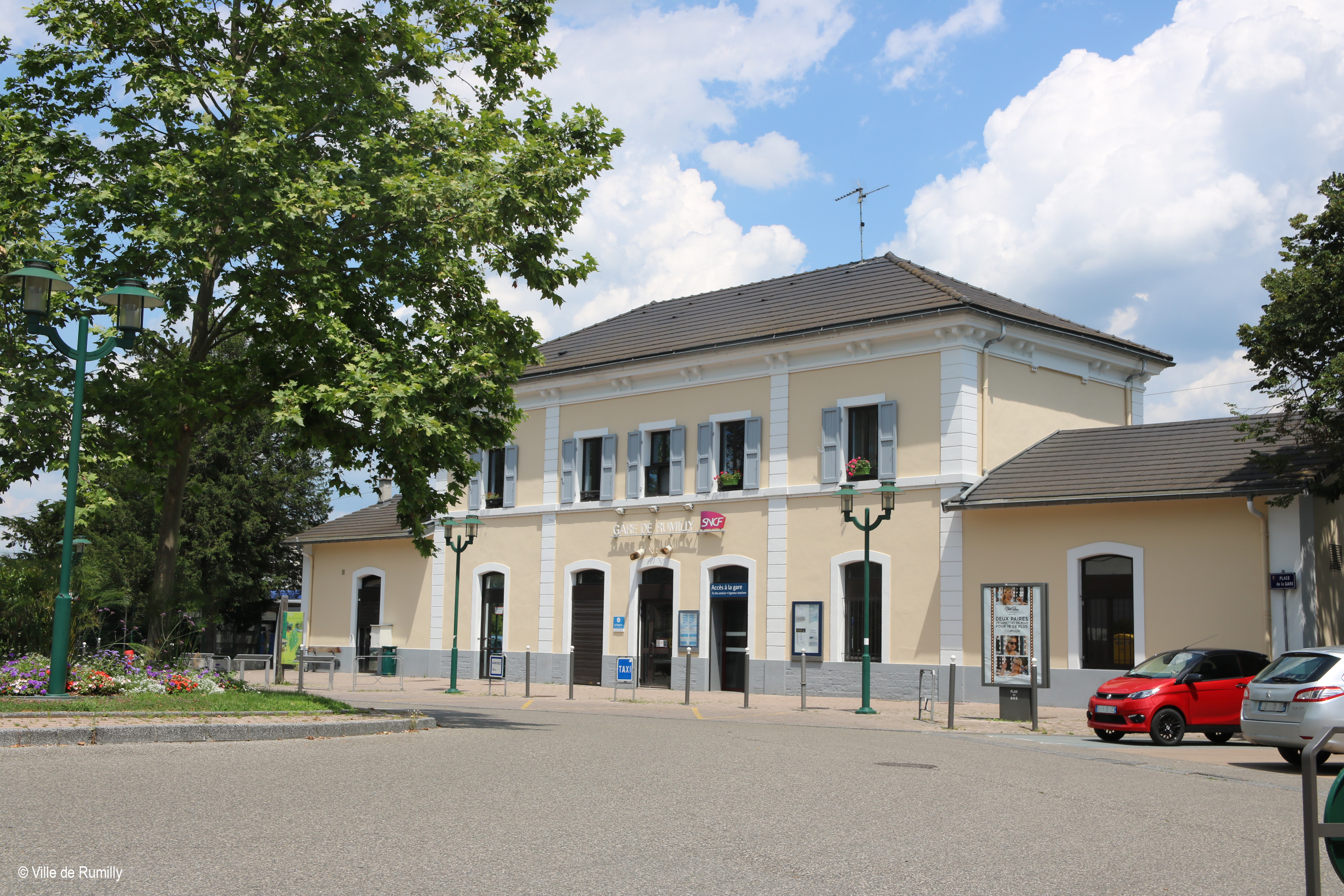
Gare de Rumilly.

Le territoire est également desservi par la ligne de chemin de fer Aix-les-Bains-Annecy. La gare principale se trouve à Rumilly où s'arrêtent tous les trains sauf les TGV. Deux gares secondaires sont encore desservies : Grésy-sur-Aix et Albens. Les gares de Lovagny, Hauteville-sur-Fier et Bloye ont été fermées dans les années 1990 avec l'abandon des omnibus. Depuis 2013 des travaux importants de doublement de la ligne sont réalisés sur la ligne entre Aix-les-Bains et Annecy.
Trois lignes d'autocars irriguent l'Albanais assurent la liaison entre Aix-les-Bains, Rumilly et Annecy via Alby-sur-Chéran et Saint-Félix.
Les aéroports les plus proches sont, outre le petit aéroport d'Annecy et celui de Chambéry-Aix (spécialisé low-cost international et affaires), les aéroports internationaux de Genève-Cointrin (55 km) et de Lyon-Satolas (100 km, rebaptisé Saint-Exupéry en 2000).

## Tourisme
- Plan d'eau, sports en eaux vives : plan d'eau des Pérouses à Rumilly
- Parc naturel régional du Massif des Bauges.
- Site classé : le bourg médiéval d'Alby-sur-Chéran
- Cinq itinéraires du pays d'Alby sont inscrits dans le plan départemental des itinéraires de promenades et de randonnées.
- marais des Mièges (21 hectares, Cusy) et étang de Crosagny
- Cinq sites sont classés « espaces naturels », s'étendant tout ou partie sur le territoire des communes de Crempigny-Bonneguête, Lornay, Moye, Thusy, Vaulx et Versonnex.
- 13 itinéraires cycloroutiers, balisés VTT par la Fédération française de cyclisme fin 2011, s'étendant sur 235 km : canton de Rumilly (8 itinéraires sur 120 km), canton d'Albens (4 itinéraires sur 99 km) et canton d'Alby-sur-Chéran (1 itinéraire sur 16 km). Il existe une Maison du vélo à la Ferme du plan d'eau, une structure professionnelle d'encadrement avec ses moniteurs diplômés d'état.(www.lamaisonduvelo.com).
- Une centaine de restaurants divers et d'hôtels.

## Lieux et monuments

### Châteaux
- Château de Clermont
- Château de Lupigny à Boussy

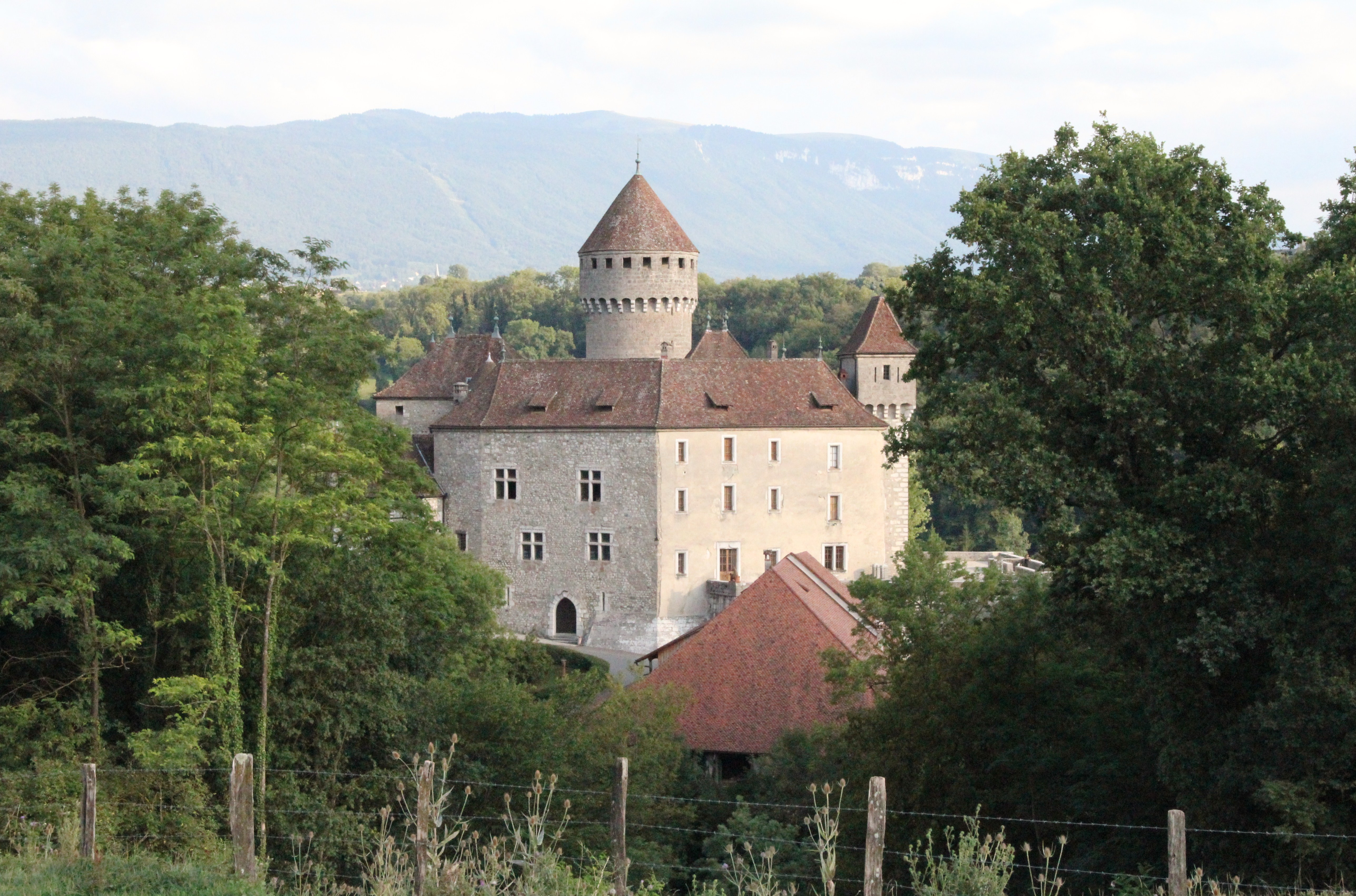
château de Montrottier

- Château de Montrottier (XIVe siècle) à Lovagny
- Château de Pieuillet à Marcellaz-Albanais
- Château de Songy : ancienne demeure des Seigneurs de Songy à Saint-Sylvestre.
- Au Moyen-Âge, six châteaux et un donjon assuraient la défense d'Alby et constituaient un système défensif permettant de contrôler le passage du Chéran : Châteauvieux, Montconon, Montdésir, Montpon, Montvuagnard, Pierrecharve et le Donjon.

### Musées
- Musée de l'Albanais à Rumilly, créé par la société d'histoire locale les Amis du Vieux Rumilly et de l'Albanais. L'ancien musée de 400 m2 a été fermé à partir d'août 2008 pour reconstruction. Le nouveau musée de 1 300 m2 a été rouvert en 2010.
- Musée d'histoire naturelle de Gruffy, intégrant un rucher verger et un sentier d'interprétation.
- Musée de la cordonnerie à Alby-sur-Chéran : outils et machines de cordonniers sur plusieurs siècles.
- Ancien moulin à grain à Mûres, usine hydraulique avec un four à pain.

### Monuments religieux
- Église Notre-Dame du Plaimpalais à Alby-sur-Chéran, édifiée par l'architecte Novarina en 1954, d'inspiration byzantine avec un clocher cylindrique de 22 m de haut percé de 108 lucarnes lui conférant un aspect de château.
- Église de Héry-sur-Alby et son orgue Nicholson.
- Église de Rumilly, de type néo-classique sarde (1837) avec un clocher du XIIe siècle. Peintures en trompe-l'œil de Laurent Baud, vitrail du maître verrier lyonnais Pagnon, orgues de Joseph Merklin.
- Église du Thusy, du XVIe siècle, à nef unique de style sarde, reconstruite en 1825, clocher-porche de 1663.
- Notre-Dame de L'Aumône à Rumilly.

- Chapelle Saint-Maurice à Alby-sur-Chéran, chœur roman, vitraux de 1925 représentent des saints savoyards et les armoiries de la noblesse d'Alby. Des expositions y sont organisées régulièrement.
- Chapelle Saint-Jean à Moye.
- Chapelle de l'Aumone à Rumilly du XIIIe siècle, vestige de l'hospice du gué du Chéran.
- Chapelle du Pessay à Sales.

### Parcs, jardins et espaces publics aménagés
- Jardins secrets de Vaulx (site). Jardin privé, entre Orient et Occident, sur plus de  7 000 m2 de plantations, de mosaïques, d'ouvrages en bois, divisé en plusieurs jardins intérieurs et extérieurs à thèmes.
- Plan d'eau de Rumilly

### Ponts

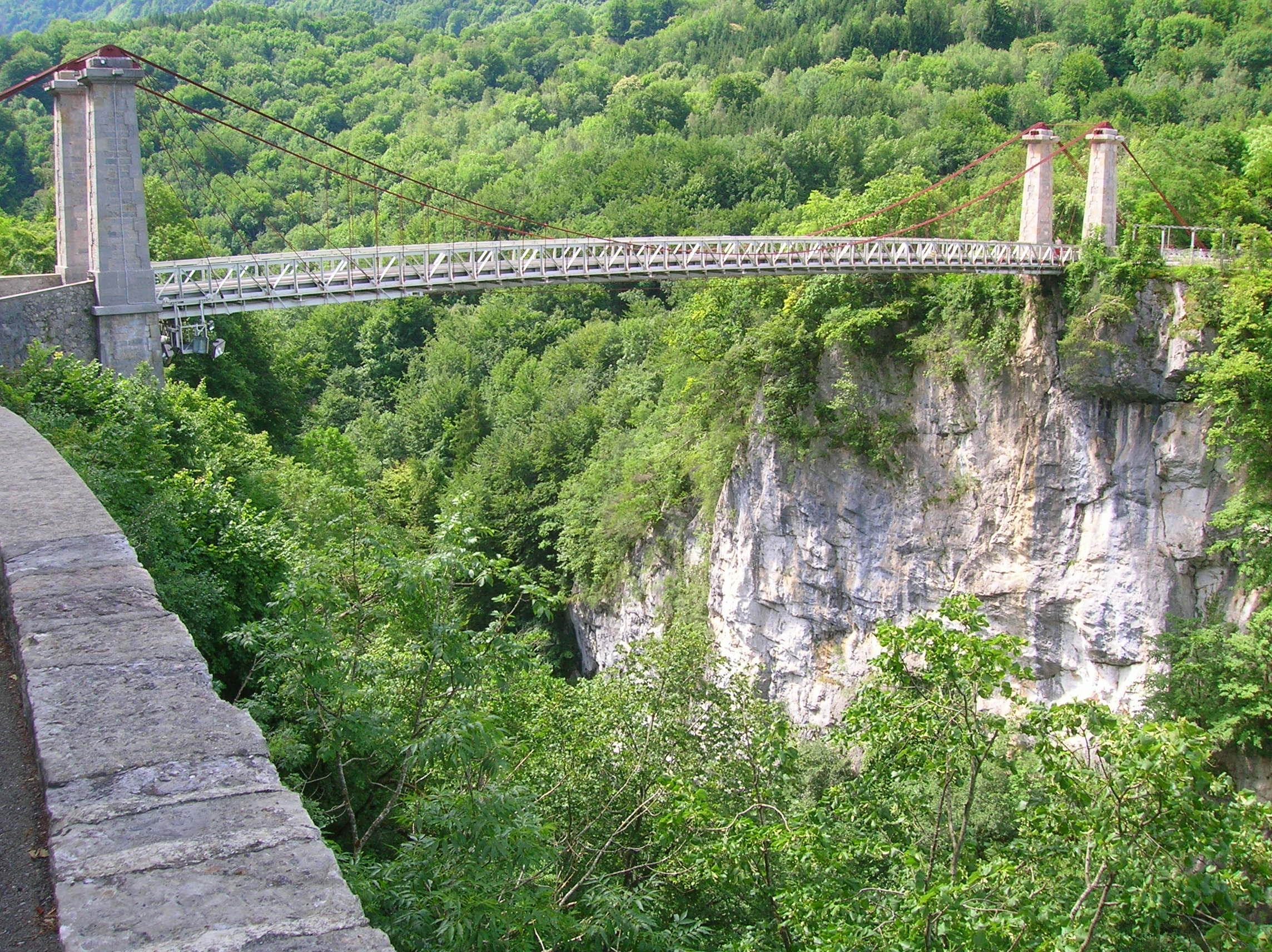
Pont de l'Abîme.

Parmi les nombreux ponts du Pays de l'Albanais :
- Pont de l'Abîme, pont suspendu construit à la fin du XIXe siècle au-dessus d'une portion encaissée de la vallée du Chéran, au débouché de la cluse d'Allèves, entre les communes de Cusy et de Gruffy.
- Pont Coppet, pont de pierre enjambant le Fier entre les communes de Sales et de Vallières. Construit au début du XVIIe siècle sur l'ancienne route de Chambéry à Genève, c'est l'un des plus anciens du département.
- Vieux pont d'Alby-sur-Chéran.
- Le viaduc autoroutier du Chéran

### Richesses naturelles
- Marais des Mièges qui couvre une superficie de 21 ha, classé Natura 2000 et ZNIEFF
- Les étangs de Crosagny, où les oiseaux trouvent un lieu de repos et de reproduction, géré par l'AEMC et le syndicat intercommunal des étangs de Crosagny. Au XIVe siècle y existait une importante activité de pisciculture. Un moulin y fonctionna jusqu'en 1960 et l'étang fournissait depuis toujours la matière première (blache et carex) pour les chaises, mais l'activité disparue et l'étang non fauché se comblait et la forêt s'y étendait. En 1992 est créée l'« Association des Étangs et du Moulin de Crosagny » (AEMC) qui entreprit la réhabilitation de l'étang, grâce à ses bénévoles qui faucardent en barque et construisent un observatoire, élaborent un plan d'interprétation de la faune et de la flore, attirant de plus en plus de visiteurs. Depuis juillet 2004, l'étang est devenu un espace touristique participant au programme européen intitulé Life Nature et Territoires en région Rhône Alpes qui subventionne les travaux d'entretien.
- Le pays de l'Albanais accueille toujours de nombreux vergers et ses paysages leur doivent beaucoup. On y trouve encore de nombreuses variétés anciennes, dont beaucoup dites de « plein champ », que des associations s'efforcent de conserver dans un souci de diversité.

## Événements culturels et sportifs, foires
Sélection parmi les évènements les plus importants dans le pays de l'Albanais :
- Mai : Fête médiévale d'Alby-sur-Chéran (11e édition en août 2010), autour d'un marché médiéval et diverses animations sur deux jours[15].
- Juin : Triathlon de Rumilly (11e édition en 2010), 400 participants.
- Août : Fête du plan d'eau de Rumilly.
- Octobre :
  - La Balouria, fête des métiers anciens à Rumilly.
  - Foire de Rumilly.

## Personnalités liées au territoire
XIVe siècle
- Jean de Genève, XIVe siècle, évêque de Genève, seigneur de Pierre-Charve.

XVIe siècle
- Sébastien de la Rochette, XVIe siècle, évêque de Lausanne, propriétaire de Pierre-Charve.
- Colonel Victor de Mareschal Duyn, marquis de Saint-Michel, propriétaire de Pierre-Charve.

XVIIe siècle
- Michel Montmasson (1640-1688), clerc catholique, missionnaire lazariste à Madagascar, directeur de conscience à Versailles, vicaire apostolique d'Alger et de Tunis de 1685 à 1688. Il y meurt torturé en représailles des bombardements d'Alger par la flotte française.

XVIIIe siècle
- L'abbé Gaime, précepteur des enfants du comte de Mellarède, puis professeur de français à l'Académie des nobles de Turin (1738-1745). Il rencontra dans la capitale piémontaise le jeune Jean-Jacques Rousseau qu'il prit en affection. L'écrivain fera de l'abbé Gaime le modèle de son vicaire savoyard, dans son ouvrage Émile, ou De l'éducation.
- Philibert Simond, vicaire de Rumilly, propriétaire de Pierre-Charve, député du Bas-Rhin à la Convention nationale, est guillotiné à Paris, le 14 avril 1794.
- Joseph-Antoine Besson, historien savoyard, fut curé de Chapeiry.
- Claude-François de Thiollaz (1752-1832), évêque d'Annecy.
- François-Marie de l'Allée de Songy, le dernier baron de Songy.
- Auguste de Juge (1797-1863), juge et poète savoyard.

XIXe siècle
- Félix-Philibert Dupanloup, né à Saint-Félix en 1802, évêque d'Orléans en 1849, il a déployé une intense activité de prédication et a beaucoup écrit sur l'éducation : « Une nature supérieure de prêtre militant, alliant l'intégrité au talent, l'ardeur de la foi à l'éclat de l'esprit, la générosité du cœur à l'éclat de l'imagination ».
- Louis Michel Petit (1868-1927), archevêque d'Athènes.
- François Coutin (1881-1977), curé archiprêtre d'Alby-sur-Chéran et de Notre-Dame de Liesse à Annecy, historien, président de l'académie salésienne (1940-1967), vice-président de l'académie Florimontane.

XXe siècle
- Joseph Dalby, boulanger qui ravitaillait les résistants du Semnoz, fusillé par la Gestapo en 1943.
- Yvonne Dubois, paysanne-romancière, a écrit quatre romans se situant dans les Bauges, dont La Vallée des cyclamens (1983) et Couleur de terroir (2007) pour lequel elle a reçu le Prix spécial du Parc naturel régional du Massif des Bauges en décembre 2007.
- Robert Bogey (1935), membre de l'équipe de France d'athlétisme dans les années 1960-1970, champion du monde relais 4 fois 1 500 m, natif de Cusy.
- Nicolas Thiervoz (1972), champion de France de bicross et coureur cycliste accompli. Engagé à la "roue d'or annécienne", champion de France en VTT master (années 2005, 2006, 2007, 2008), champion d'Europe dans la catégorie en 2005.
- Guillaume Veillet (1975), auteur de l'anthologie des musiques traditionnelles de France en 10 CD sortie à l'automne 2009 chez Frémeaux & Associés, Grand Prix de l'Académie Charles-Cros.
- Fabien Tillet (1980), membre de l'équipe de France d'aviron aux J.O. de Pékin 2008, 4e de l'épreuve de "4 de pointe".
- Sébastien Madani, champion de boxe (25 combats professionnels, 23 victoires, 1 nul, 1 défaite), Champion méditerranéen WBC.

## Galerie de paysages

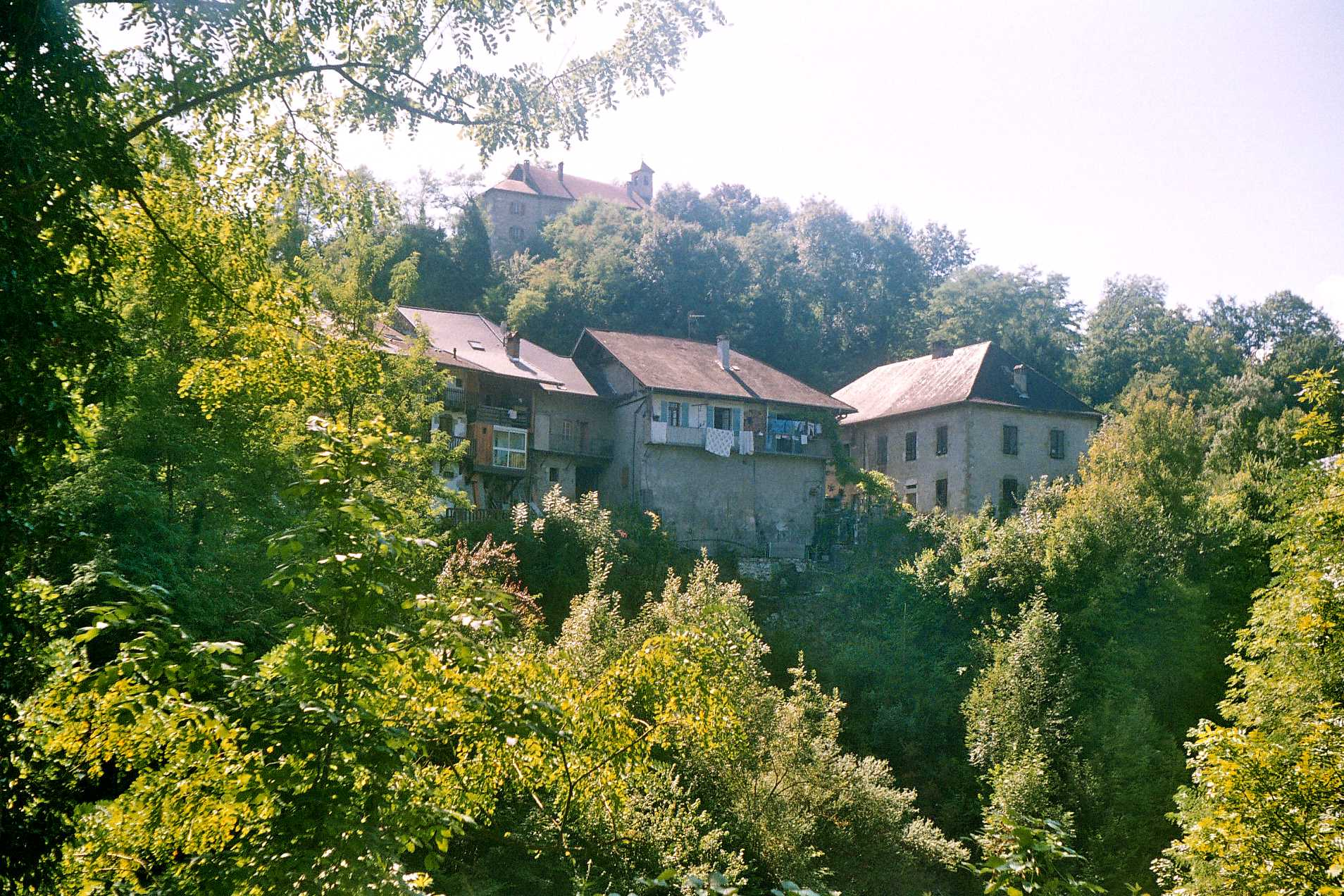
Alby-sur-Chéran, le vieux bourg
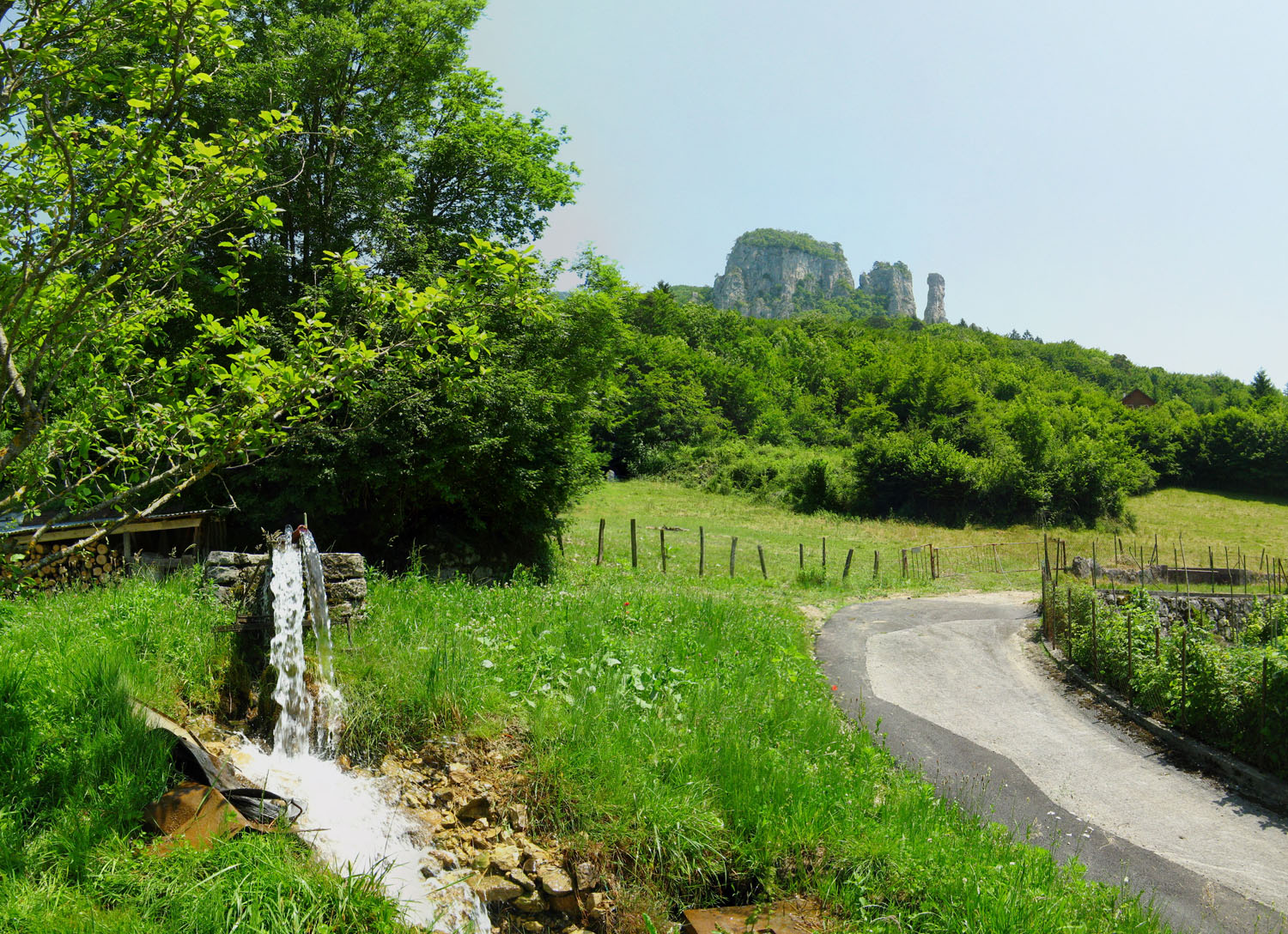
Les Tours Saint-Jacques vues depuis Allèves
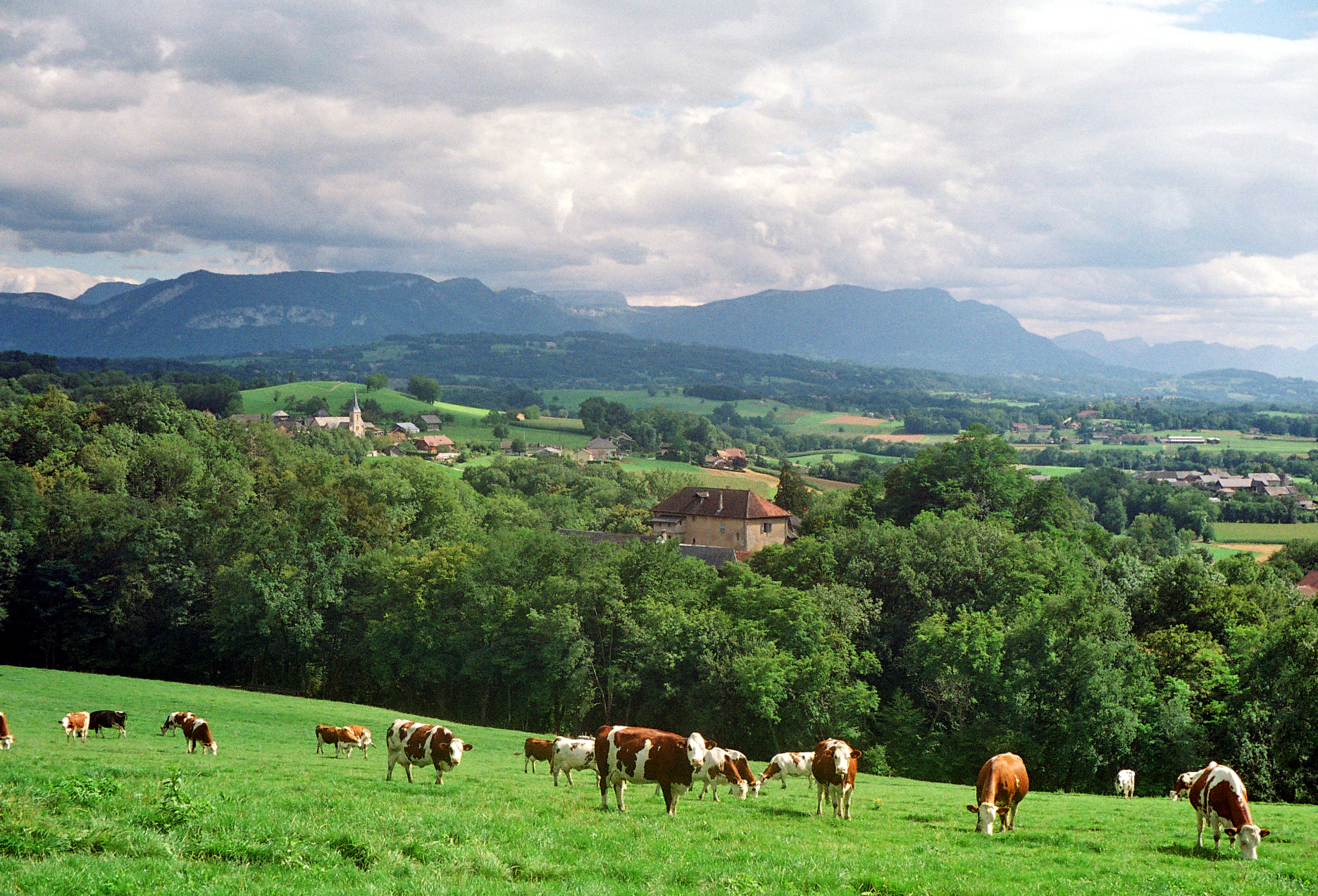
Boussy, maison forte de Mieudry et Marlioz
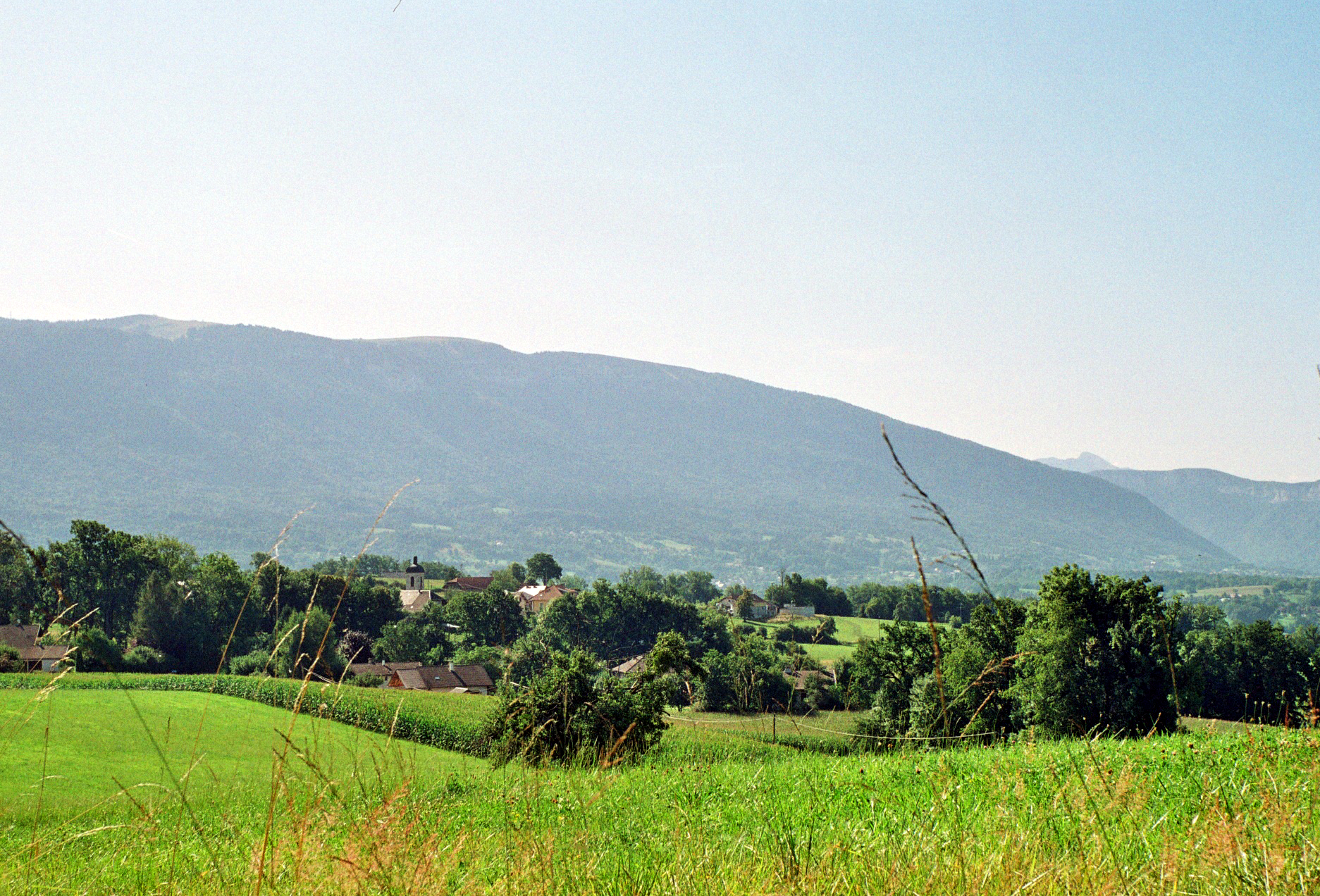
Chapeiry et le Semnoz
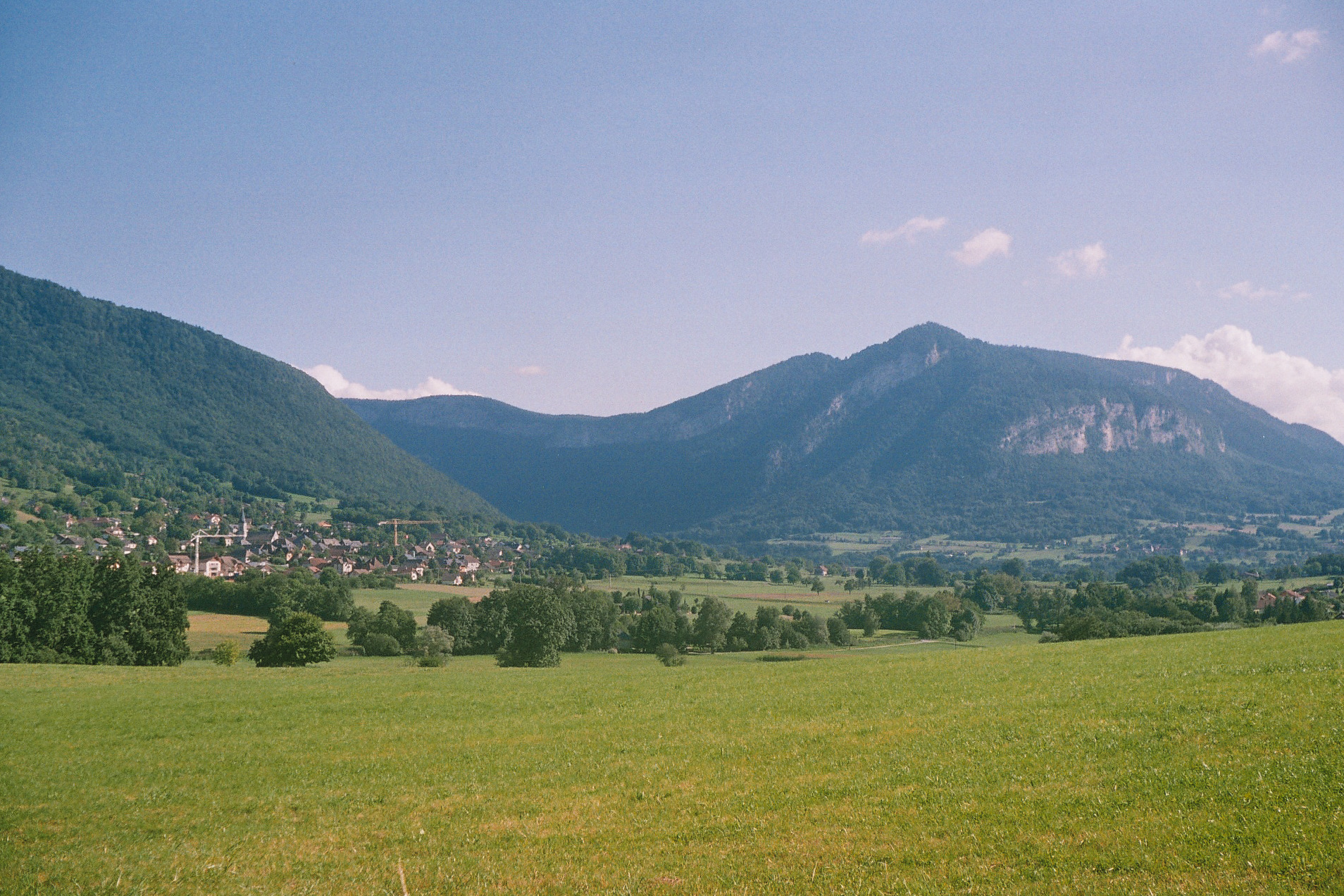
Gruffy et sa campagne
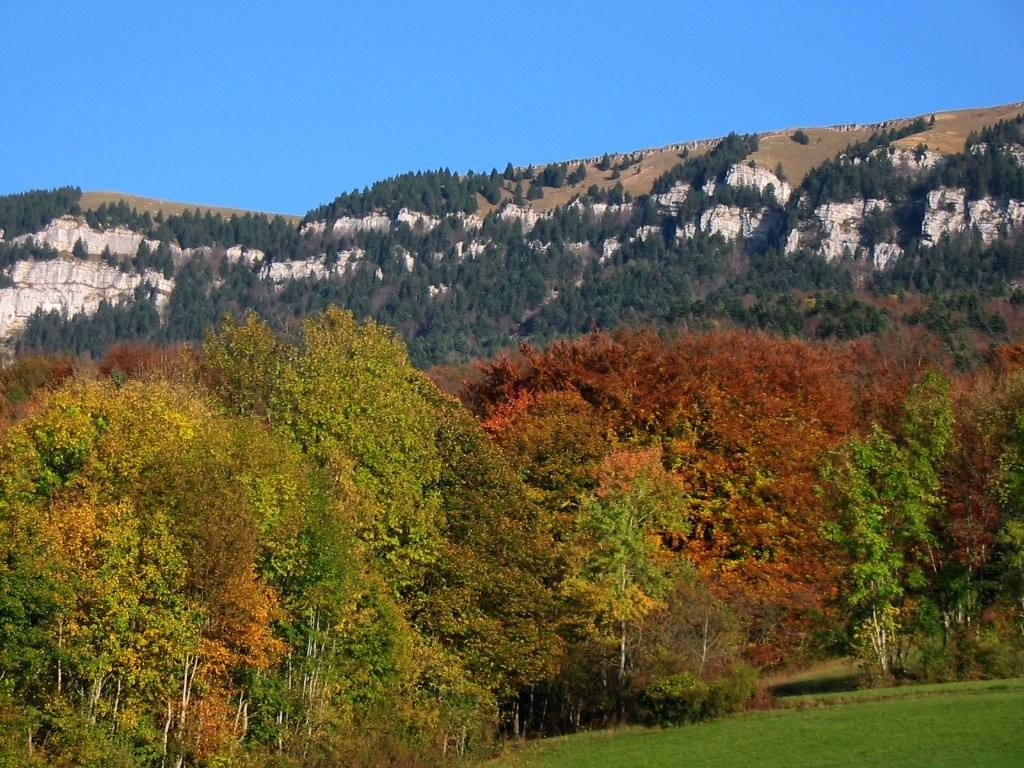
Le Semnoz vu de Gruffy
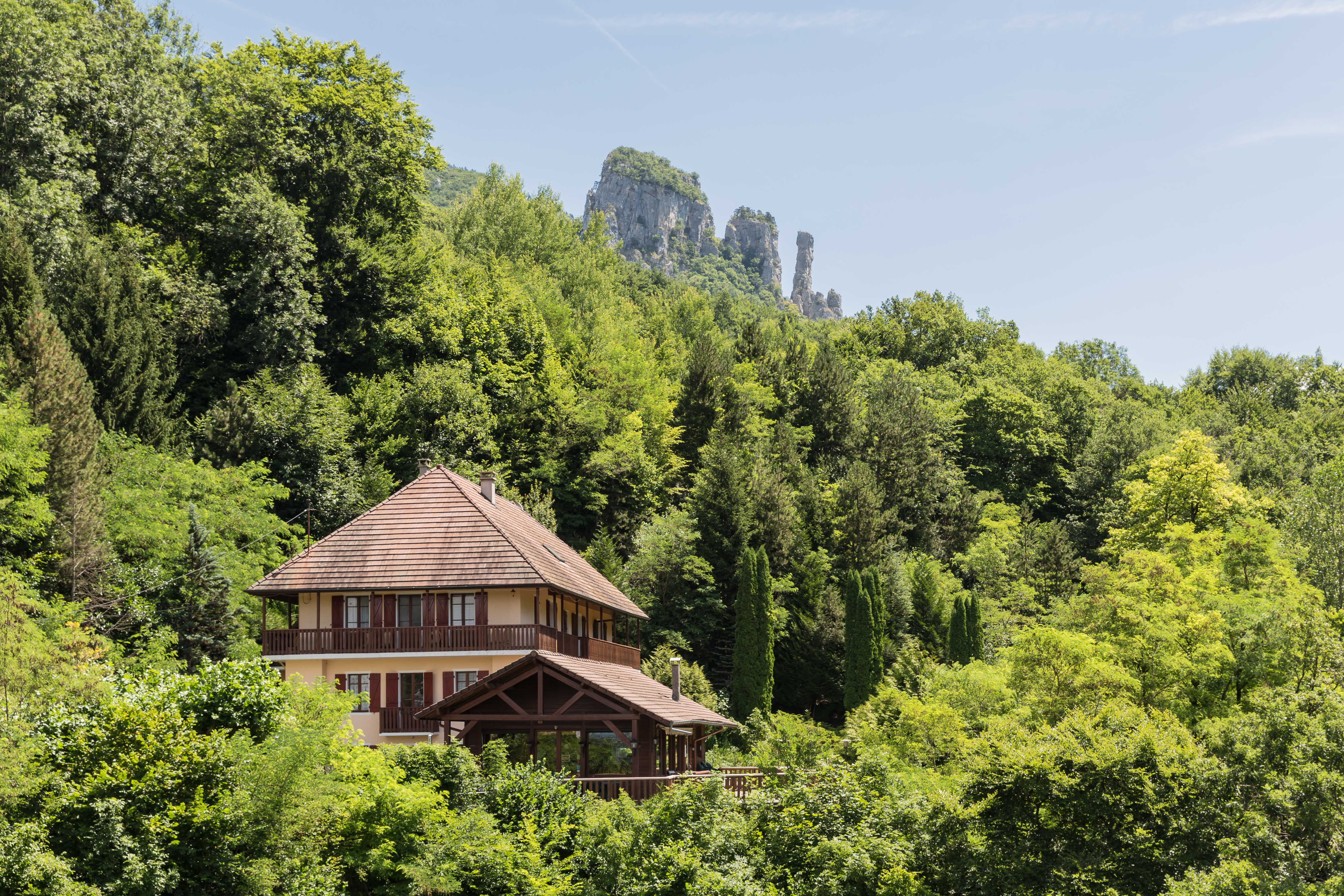
Gruffy, Hôtel restaurant Aux Gorges du Chéran et tours Saint-Jacques.
Panorama du massif des Bornes et des Bauges vu depuis Héry-sur-Alby.
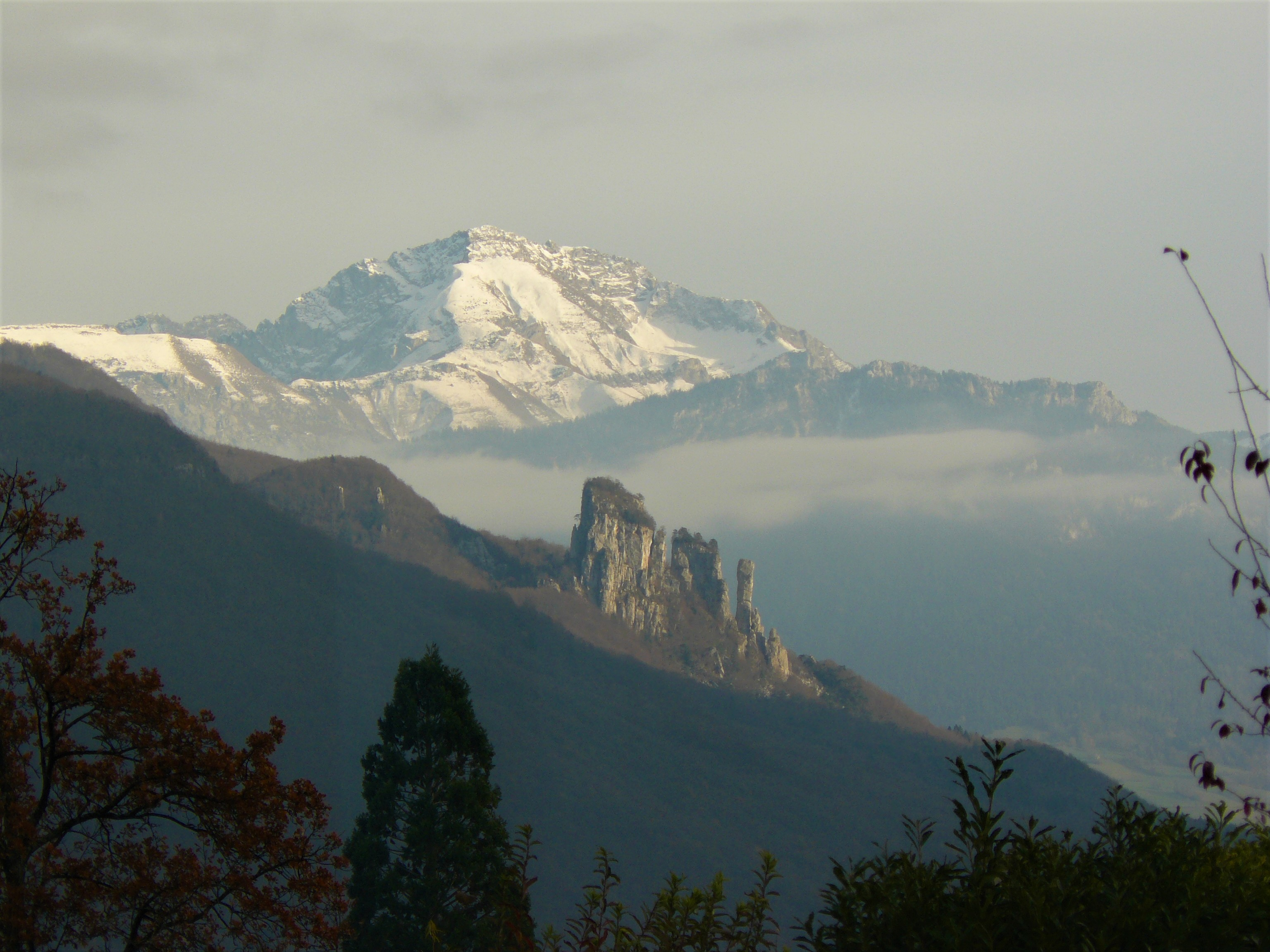
Le Trélod, la Montagne du Charbon et les Tours Saint-Jacques vus depuis Héry-sur-Alby.
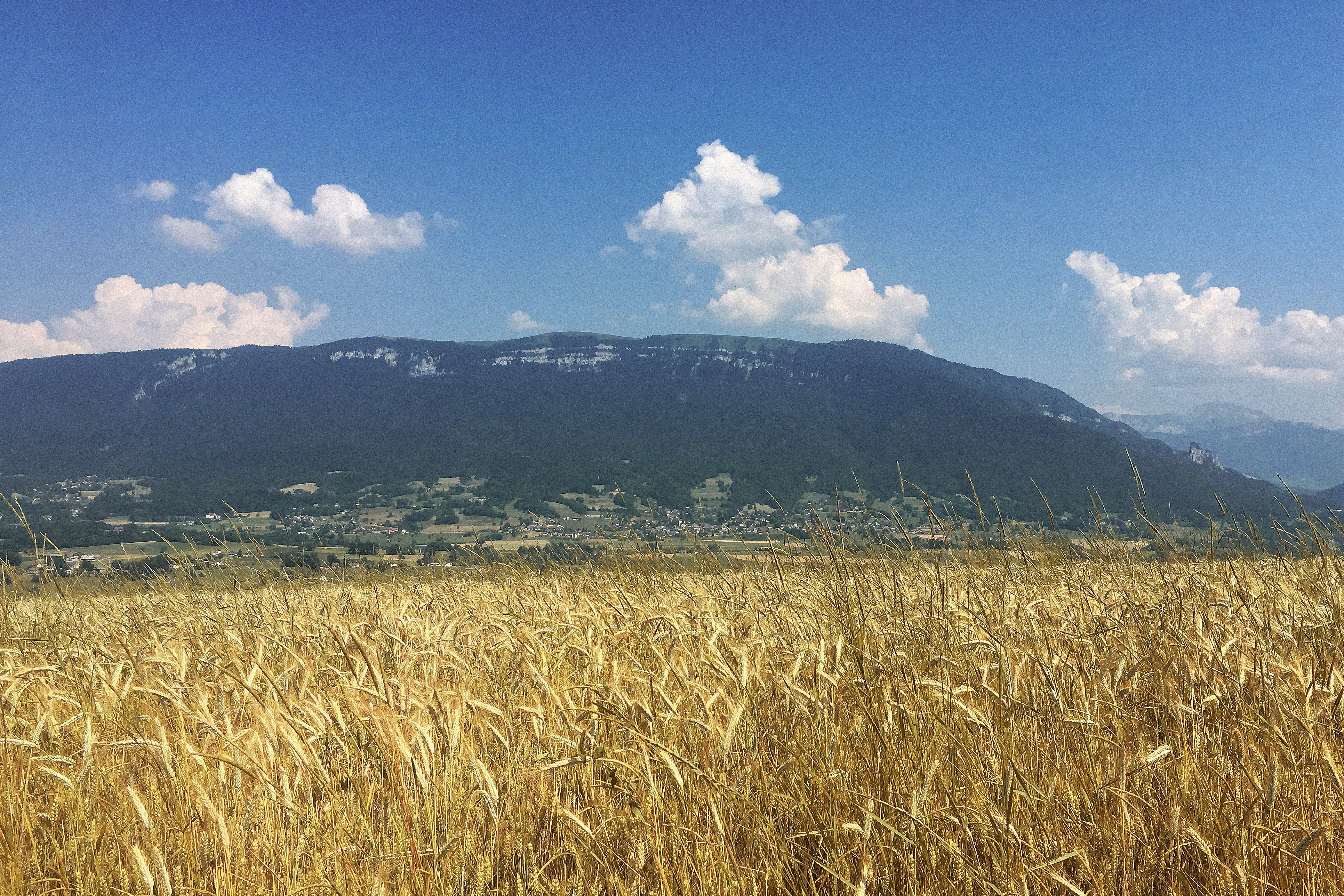
Le Semnoz vu depuis un champ de blé au sommet de colline d'Héry-sur-Alby.
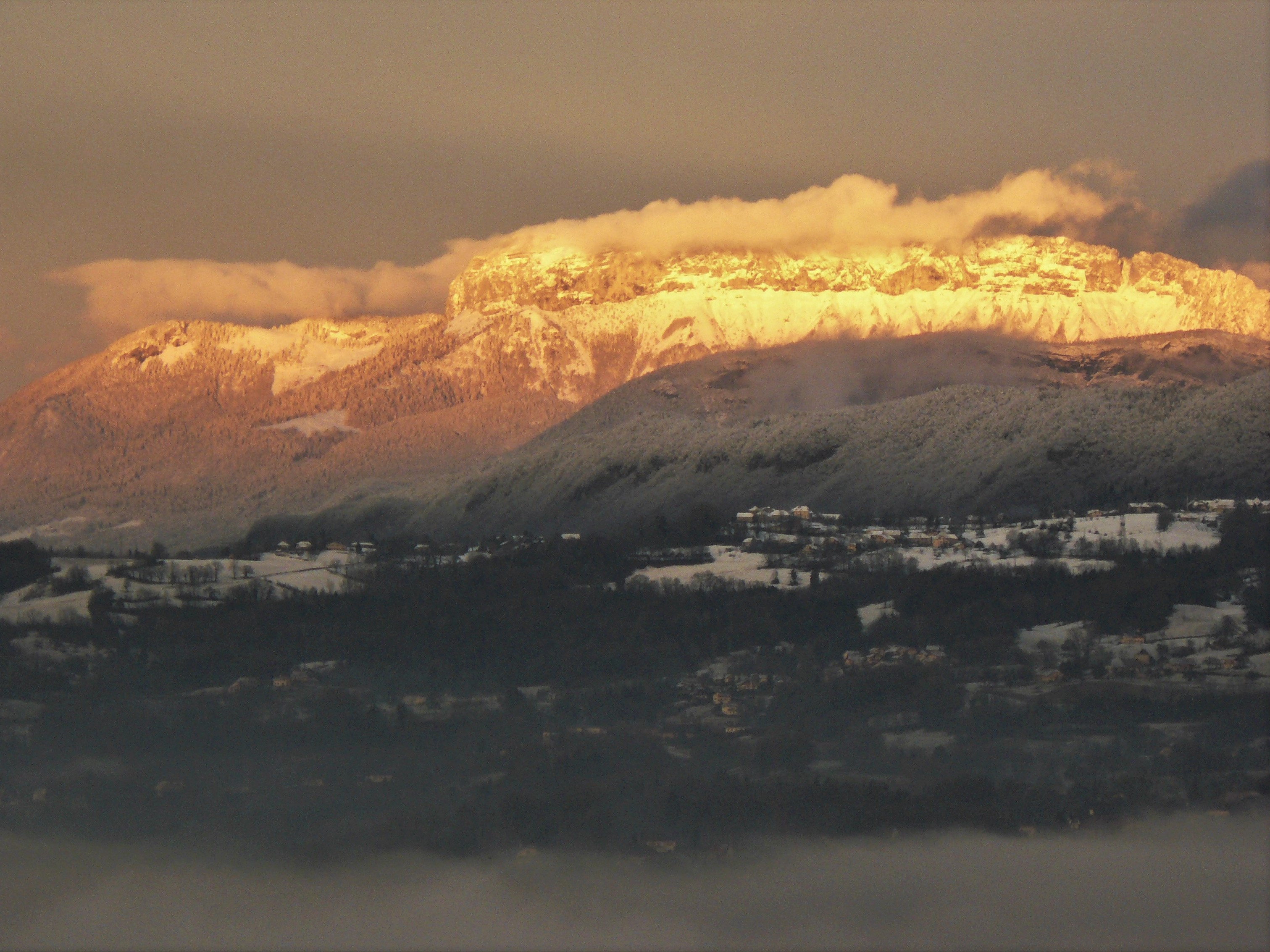
Coucher de soleil sur le Parmelan vu depuis Héry-sur-Alby.
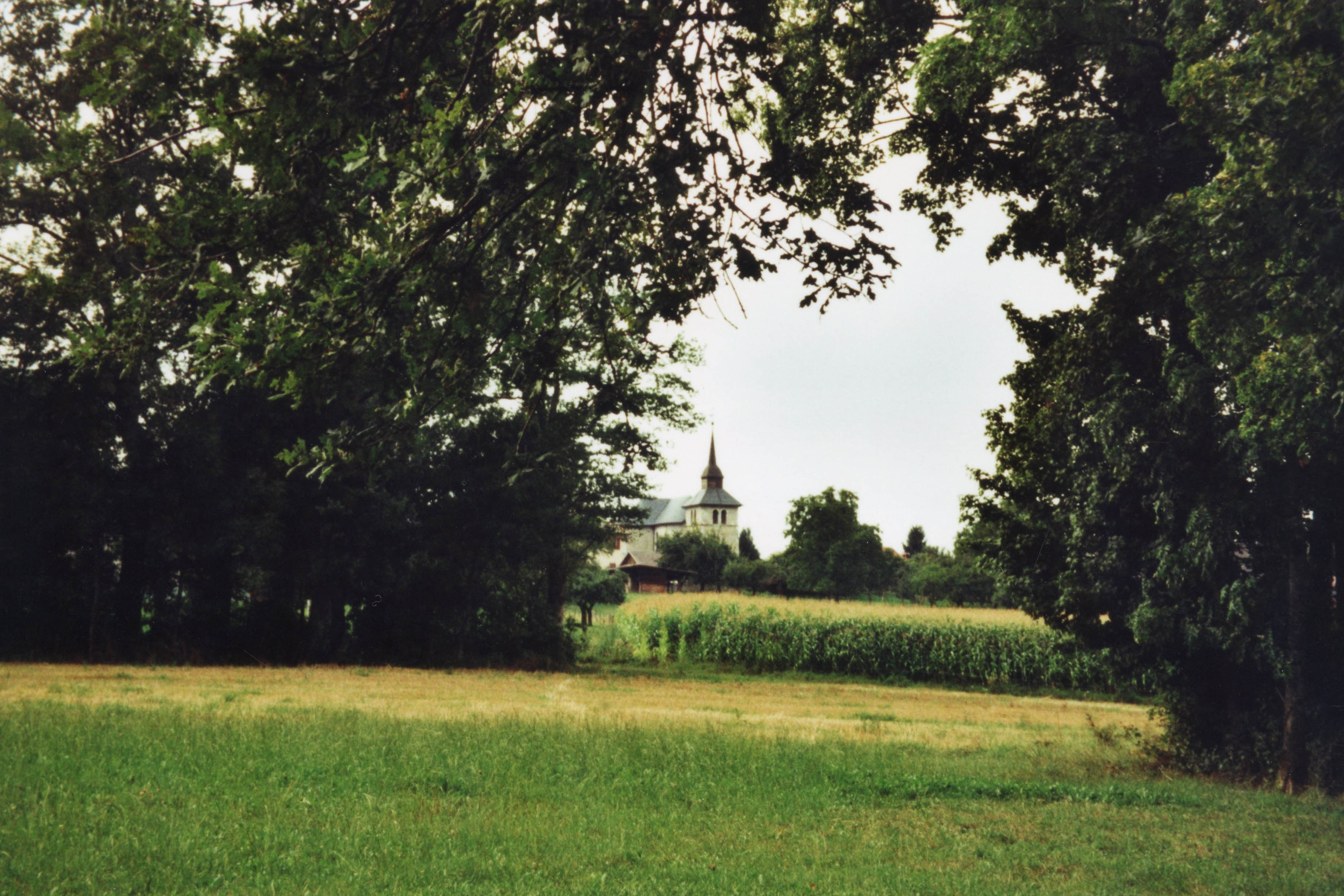
Église Notre-Dame-de-la-Nativité à Héry-sur-Alby.
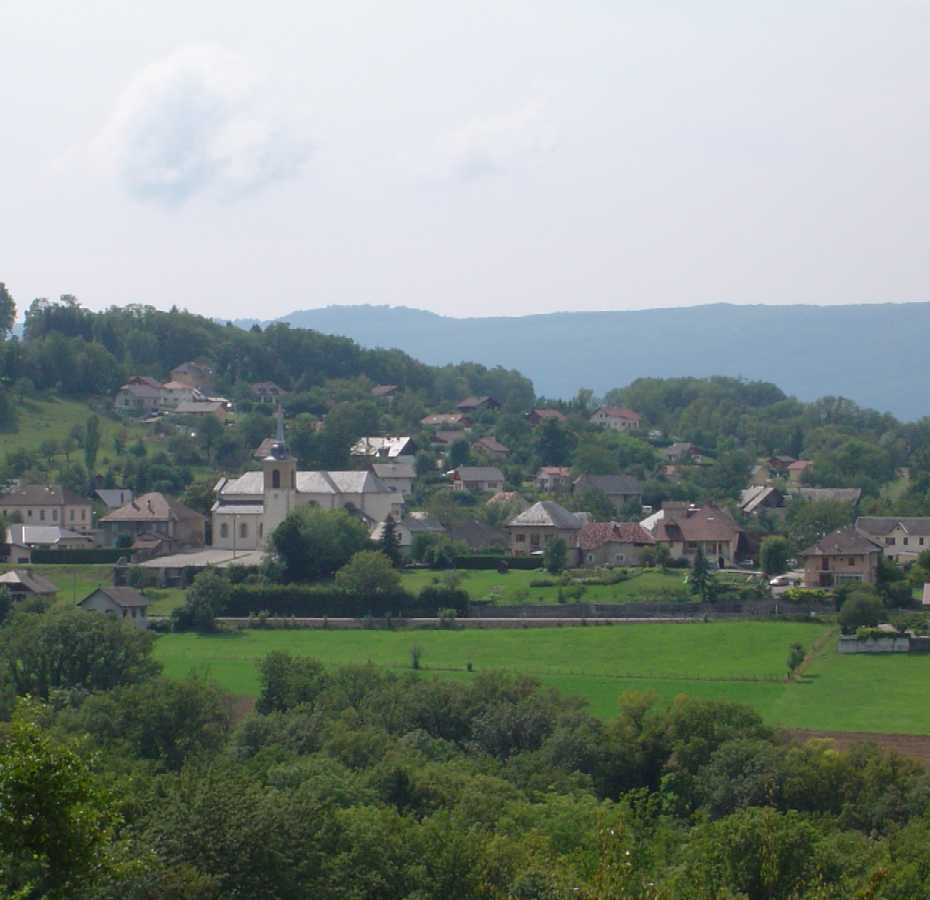
Marcellaz-Albanais, chef-lieu.
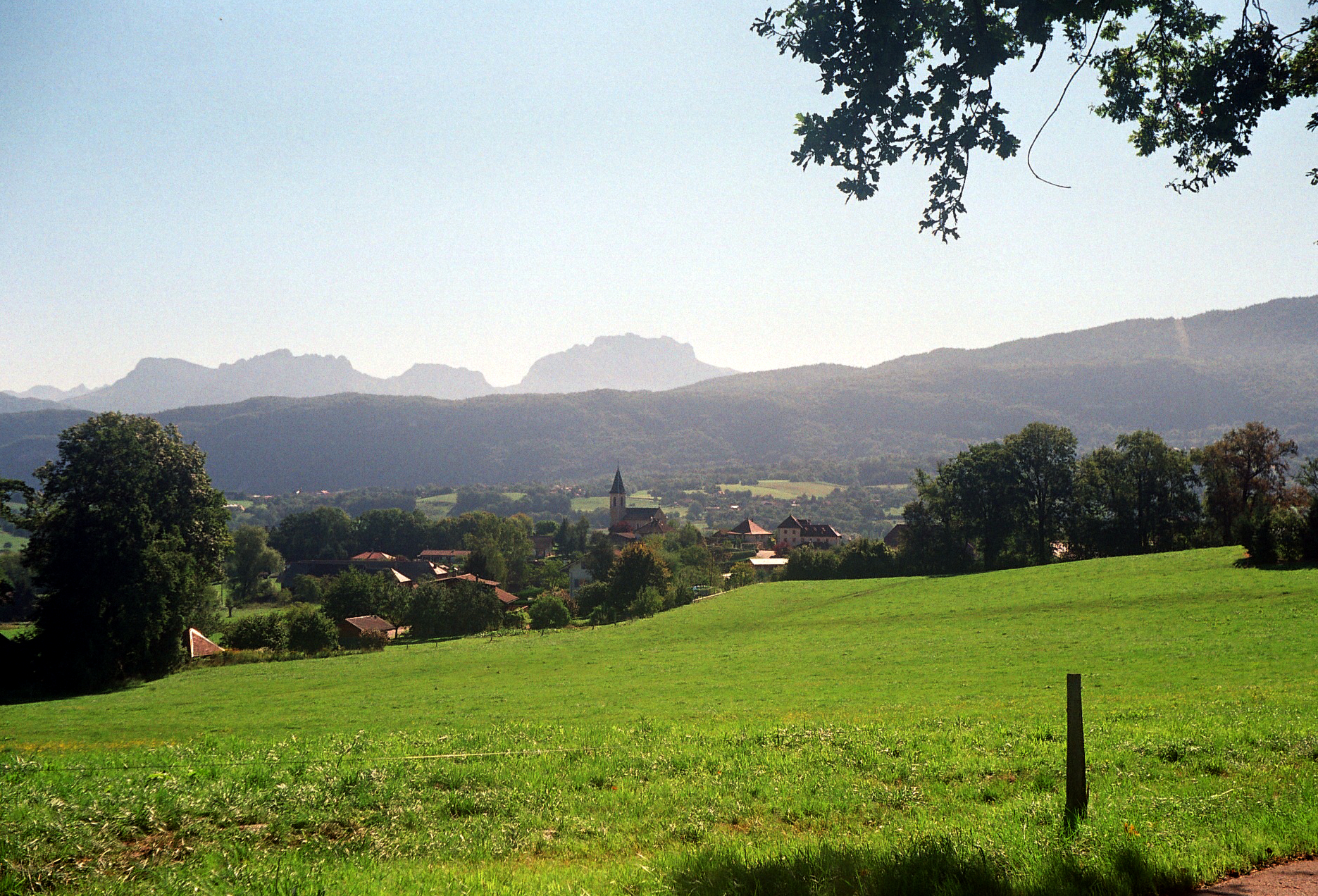
Les Bornes vues de Montagny-les-Lanches.
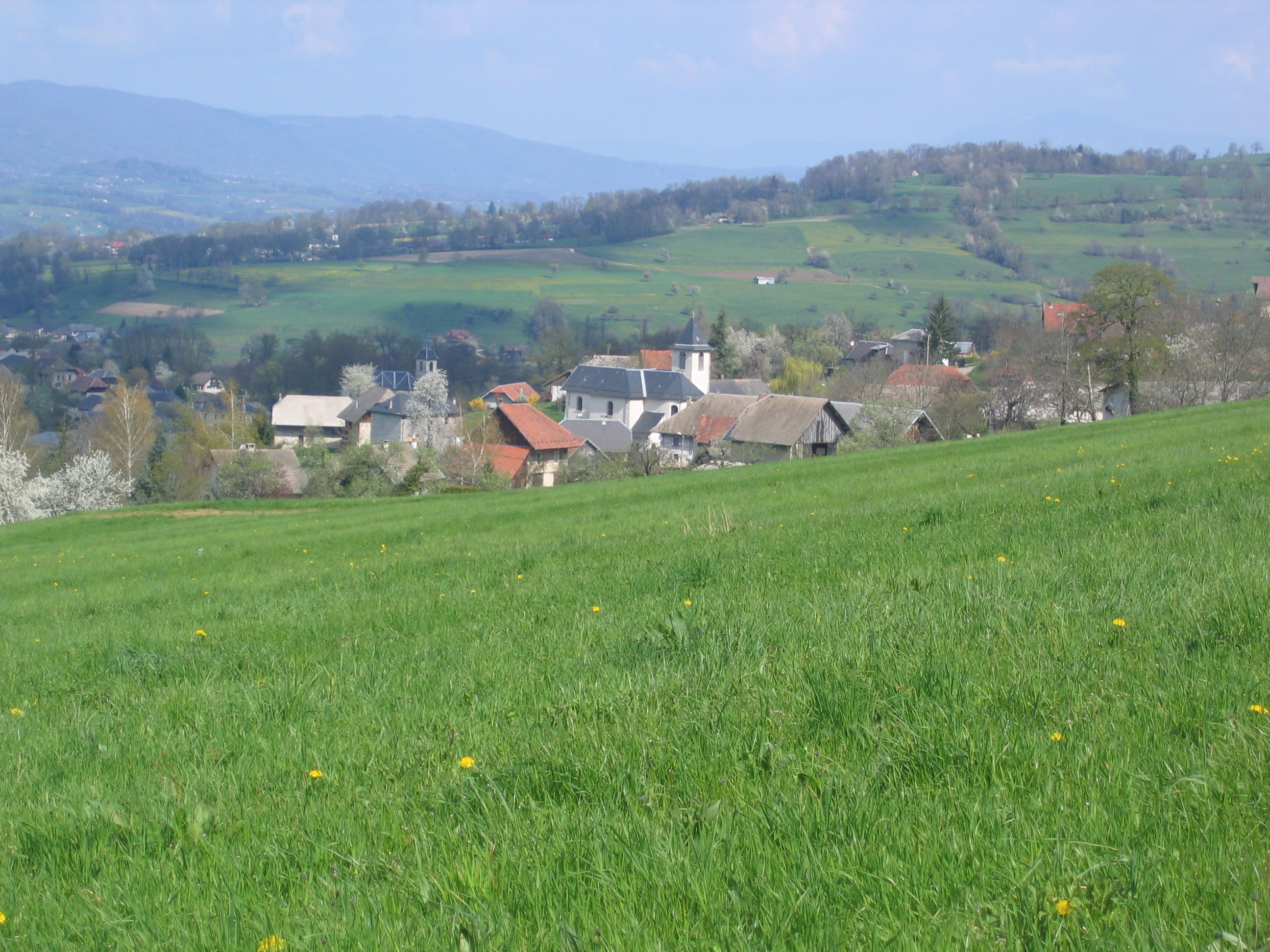
Saint-Offenge-Dessus et Saint-Offenge-Dessous.
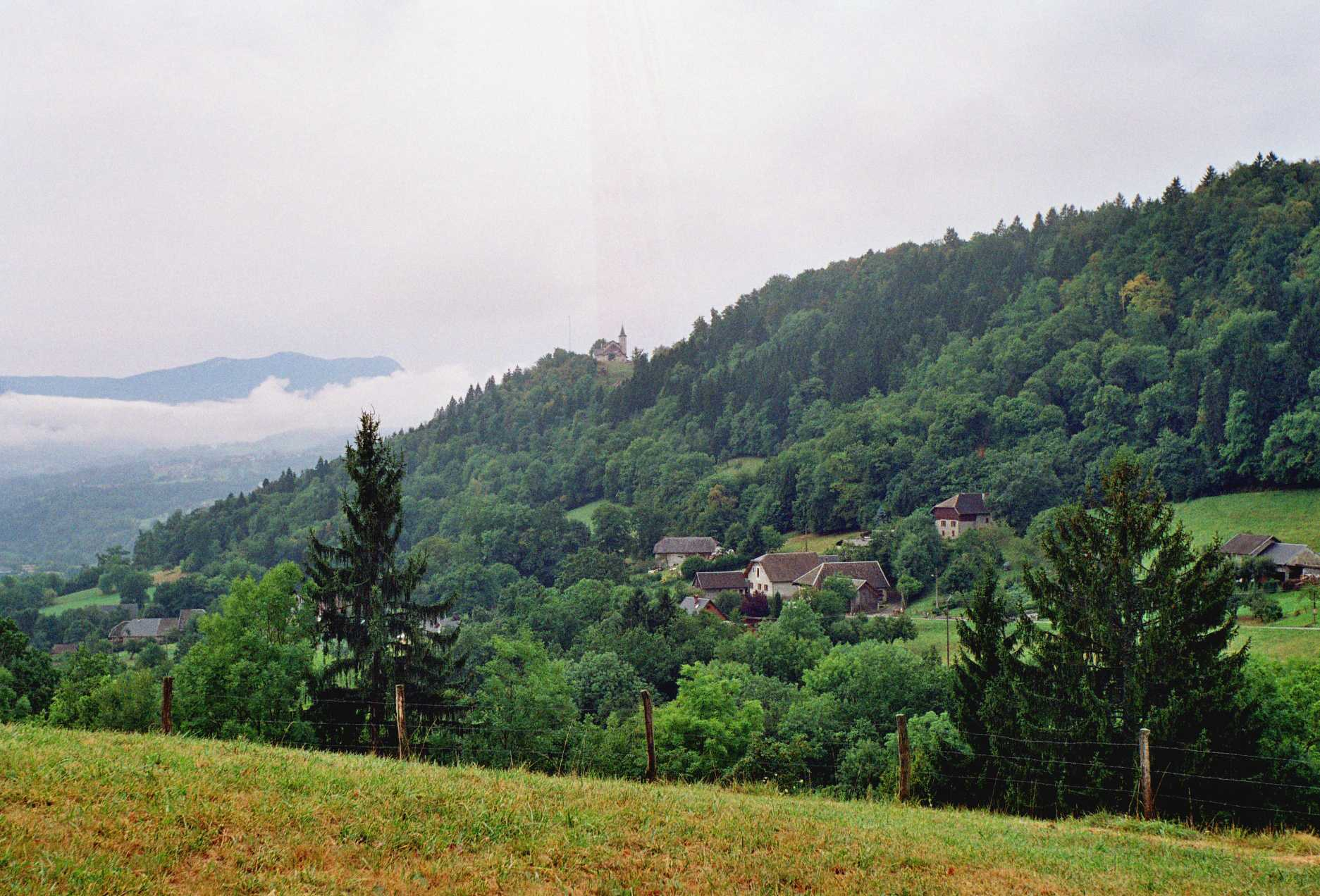
Saint-Sylvestre, le Crêt et Champollier.
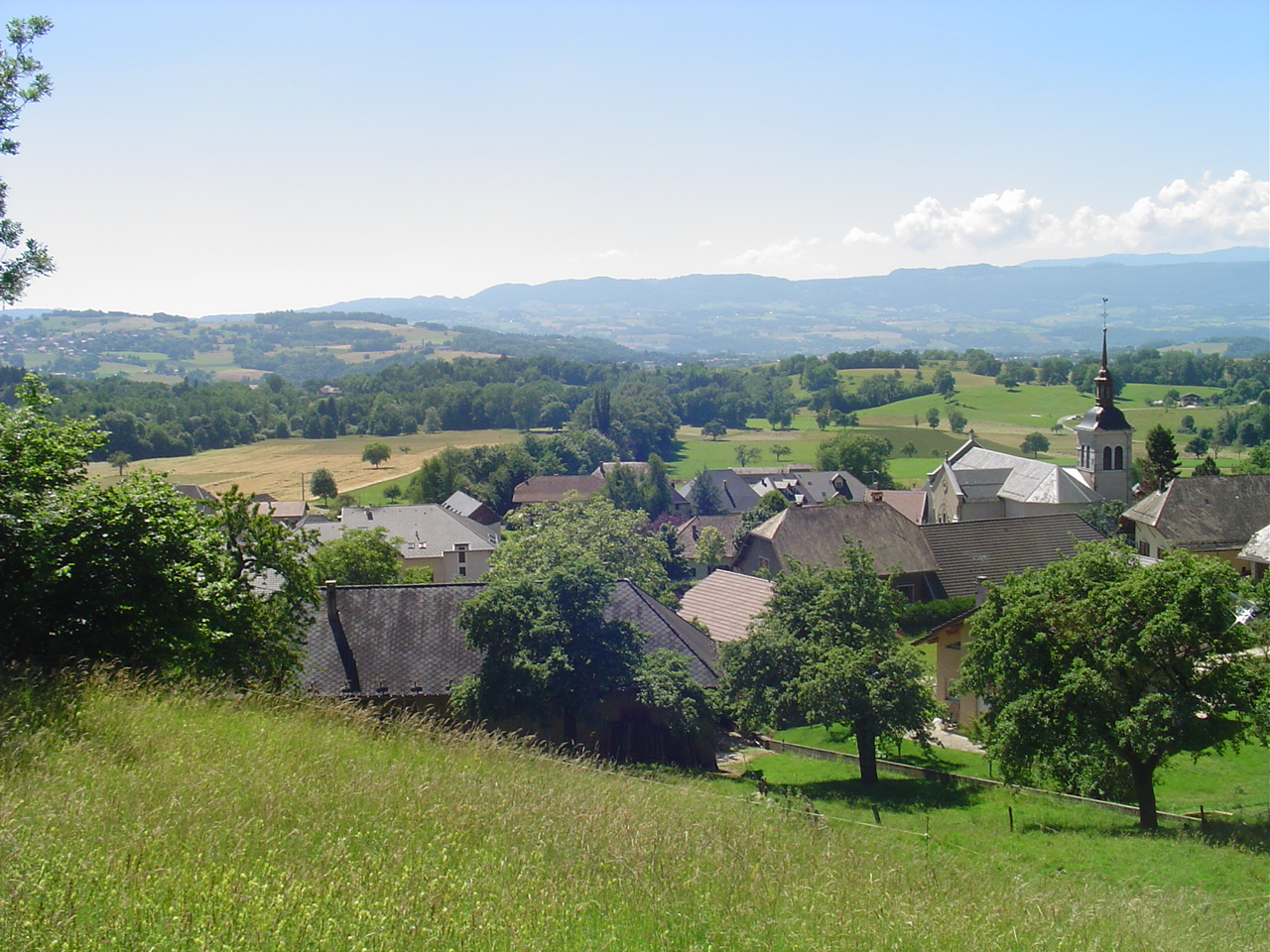
Viuz-la-Chiesaz et sa campagne.